# 铃鹿赛道
鈴鹿國際賽車場（日语：／ suzuka kokusai rēsingu kōsu */?）是位於日本三重县铃鹿市的賽車場，為一級方程式賽車日本大獎賽與鈴鹿8小時耐久賽等賽事的比賽場地，可容納155,000名觀眾，加上附設的遊樂園與飯店等設施，是日本首屈一指的大型動力運動度假區。
本場地在1962年由本田技研工業興建，是日本第一座具有全路面鋪裝與兩側觀眾席的賽車場。現由本田子公司MOBILITYLAND營運。

## 概要

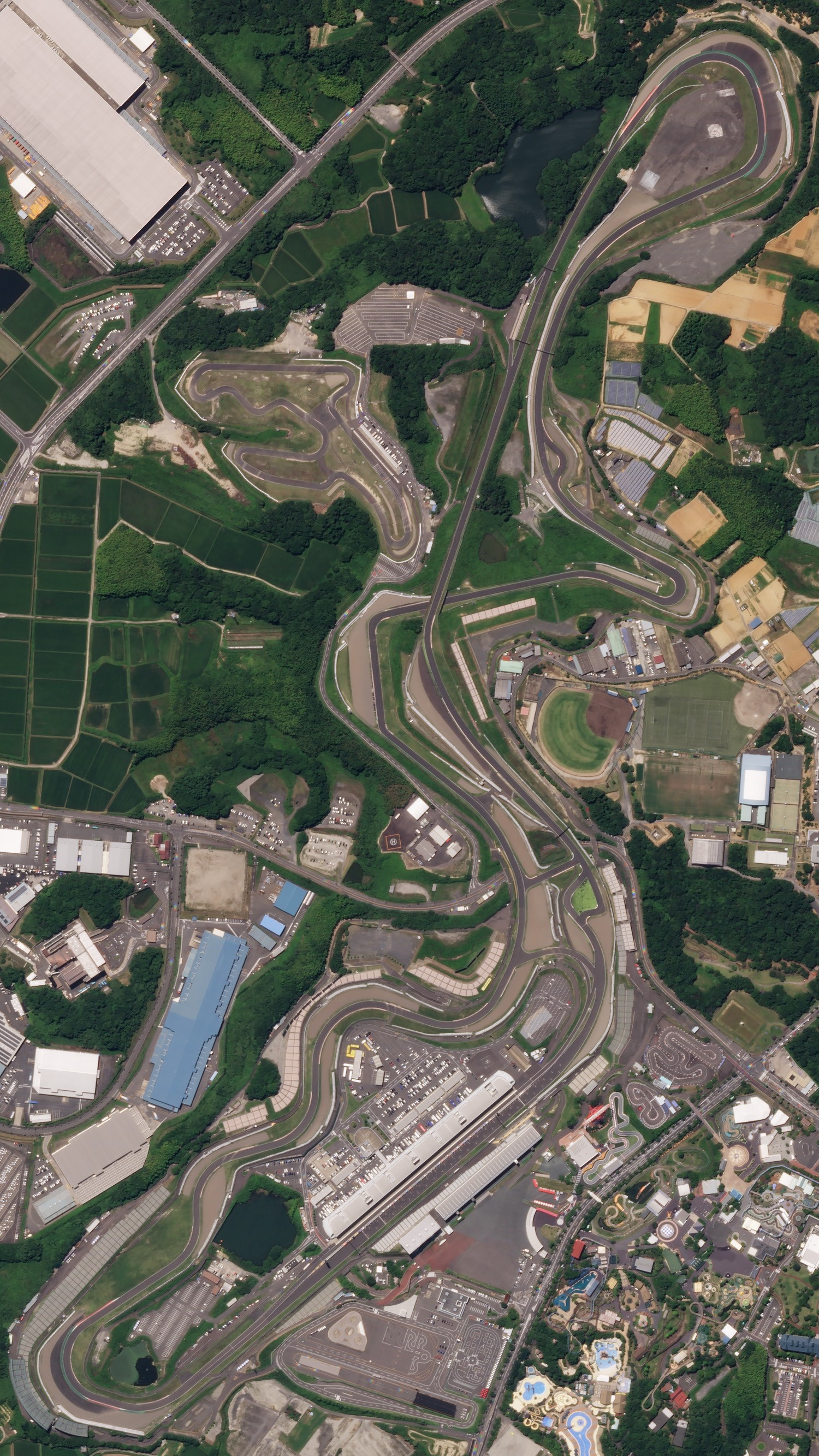
賽道空拍照。（2018）

1950年代末期，本田宗一郎決定在三重縣建設賽車場。賽道設計師約翰·胡根霍茲規劃以1.2公里直線車道高架穿越前段賽道，形成頗具特色的8字形布局。在現在FIA G1認證賽道中，鈴鹿賽車場與費奧拉諾賽道是唯二採8字形布局的賽道。
2003年日本摩托車大獎賽加藤大治郎意外喪生後，鈴鹿賽道在最終彎道前的日立Astemo減速彎道增加了摩托車專用彎道，並在髮夾彎道與200R之間加入第二個減速彎。
鈴鹿賽車場有五種布局，分別為「汽車全賽道」、「摩托車全賽道」、「東賽道」、「汽車西賽道」與「摩托車西賽道」。「東賽道」從維修區直道到登祿普彎道前半段（七號彎），接著右彎轉入維修區直道。「西賽道」則由「東賽道」以外的其他路段組成，起終點設於直線高架段。髮夾彎道與200R之間的減速彎道可再分成汽車與摩托車兩種路線。
德格納彎道是以1962年全日本道路錦標賽在此摔車的車手恩斯特·德格納命名。
2014年日本大獎賽，儒勒·比安奇在此發生嚴重車禍，最終逝世。

## 開設
1950年代末期，日本製造商開始參加曼島TT賽等海外賽事，然而日本國內在首座常設賽車場多摩川賽車場廢止後，僅剩路面未舗裝的淺間高原汽車測試場，替代方案也未有進展。
曾參加多摩川賽車場第1回大會的本田創辦人本田宗一郎為了贏得賽事與推廣賽車運動，決定在本田鈴鹿製作所周邊建設賽車場。最初規劃在現在東北側的水田建設賽道，但在本田宗一郎反對之下改為開發丘陵地。
之後，由Honda Land董事鹽崎定夫出任賽道設計團隊的最高負責人。然而，鹽崎過去在鈴鹿製作所負責的是生產管理，完全沒有賽道設計經驗。1960年8月，團隊提出第一個賽道設計案，設計出有三處立體交會的奇特賽道佈局。在前往歐洲考察後，決定聘請贊德沃特賽道經理約翰·胡根霍茲擔任設計師與施工建議。
本田前社長河島喜好證實「為了避免輪胎單側耗損，（胡根霍茲）提出以立體交會形成8字形以平衡輪胎兩側耗損」。在鹽崎的設計案中，車隊裝備區（圍場）後方有個髮夾彎，但胡根霍茲認為「這裡有彎道的話，噪音會讓車隊裝備區（圍場）無法聽清楚場內廣播」而取消。
鹽崎在賽道路線模擬時表示將盡量減少開削地形，以便將經費保留於設施建設。隨著設計稿的不斷修正，最終完成了「在技術彎道結束後可立刻進入高速路段」的賽道布局。在路面鋪裝方面，為了讓施工單位容易了解賽道路面特殊鋪裝的構造，胡根霍茲準備了國外各賽道最先進的鋪裝樣本。當時的日本尚未建成高速公路，鹽崎對此表示「日本是先完成賽道，再將賽道鋪裝運用到高速公路上」。
1961年2月，由本田全額出資的營運公司Motor Sports Land（現MOBILITYLAND）正式成立，同年6月動工。1962年9月賽車場完工，同年11月3日 - 4日開幕舉辦第1回全日本道路錦標賽。包含附屬設施在內的總工費達15億日圓（以現代換算約為255億日圓）。
本田前副社長藤澤武夫基於「從小就喜歡引擎，將有助於未來汽車環境的發展」的理念，從一開始就規劃在賽車場設立一座家庭可以享受的汽車遊樂園。之後，鈴鹿賽車場的遊樂園MOTOPIA於1963年開園。

## 賽事

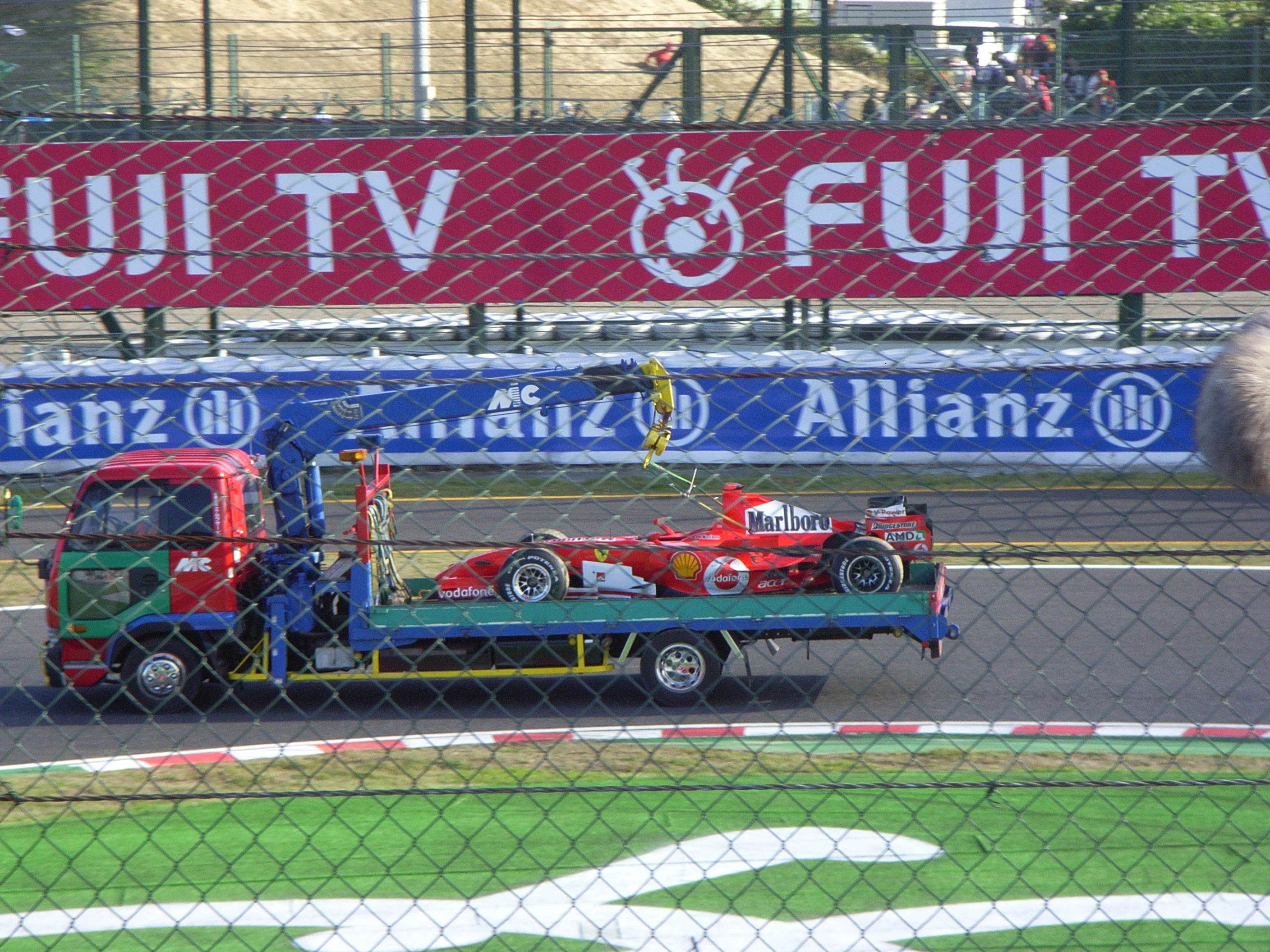
2006年日本大獎賽，麥可·舒馬克與其駕駛的法拉利248 F1退出比賽

鈴鹿賽車場是目前F1歷史最悠久的賽道之一，也是最受賽迷與車手歡迎的賽道之一。自1987年以來，長期是日本大獎賽主辦場地，也是決定F1世界冠軍的傳統後段賽事場地之一。過去曾有連續四年的世界冠軍在本賽地誕生，包含了1988年艾爾頓·冼拿、1989年亞倫·保魯斯、以及1990年與1991年的冼拿二連霸。
2007年與2008年F1賽季，由豐田經營，並由赫爾曼·蒂爾克重新設計與改造的富士國際賽車場取代鈴鹿成為F1大獎賽場地。2009年七月，富士賽車場宣布不再舉行F1賽事，鈴鹿隨即簽下三年賽事主辦合約。
鈴鹿賽車場為了符合F1標準，在2007年11月18日舉行最後一場重要賽事後關閉一年進行改建，然而此段期間仍舉辦鈴鹿8小時耐久賽與鈴鹿1000公里耐久賽等賽事。2009年4月12日，賽車場重新開放。
除了開始於1978年的鈴鹿8小時耐久賽，以及鈴鹿1000公里耐久賽等多項賽事，鈴鹿也是GT賽事的比賽場地之一。
1996年與1997年，NASCAR前進本地舉行比賽。1997年排位賽是固特異在現代溫斯頓盃系列賽首次使用雨胎。.
2010年6月21日，鈴鹿賽車場取代岡山國際賽道成為2011年世界房車錦標賽日本賽場地。
日本超級方程式錦標賽與全日本道路錦標賽，除了四月的定期賽事，其年底決賽「JAF鈴鹿大獎賽」、「MFJ大獎賽」（11月）也都選擇在鈴鹿舉行。
2018年起，繼承鈴鹿1000公里耐久賽的FIA-GT3世界賽「夏季耐力賽 鈴鹿10小時耐久賽」於8月舉行。而從2006年將鈴鹿1000公里耐久賽納入賽程的超級GT則在五月舉行『SUZUKA GT 300km』。
2019年起，豐田汽車（TOYOTA GAZOO Racing）、本田技研工業、鈴鹿賽車場共同在鈴鹿舉辦賽車迷感謝日『MO-SPO節 - 賽車迷感謝日』。
其他動力運動賽事還包含超級耐久賽、保時捷卡雷拉杯、鈴鹿太陽能車大賽、Ene-1 Challenge、亞洲道路錦標賽等。動力運動以外的賽事則有SUZUKA Sound of ENGINE、二輪車安全行駛全國大會、自行車的Shimano 鈴鹿公路賽、鈴鹿城市馬拉松等。
另外，三重縣內高等學校的冬季馬拉松大賽也曾選擇在鈴鹿的國際賽道或東賽道舉行。

### 嚴重特殊傳染性肺炎（COVID-19）的影響
2020年，為配合東京奧運，聖火接力將於4月8日通過鈴鹿國際賽道，鈴鹿8耐也將決賽從每年七月最後一週提前至2020年7月19日，但聖火接力隨著奧運延後而中止。鈴鹿8耐則因嚴重特殊傳染性肺炎疫情影響而宣布延後至10月30日與11月1日舉行。原先預定合辦的4小時耐久賽，及預訂在10月31日、11月1日舉行的第52回MFJ大獎賽則宣布中止。
8月12日，鈴鹿8耐因國際疫情影響宣告賽事取消。8月25日，已宣告中止的MFJ大獎賽宣布將於10月30日至11月1日舉行。

### 過去舉辦的賽事

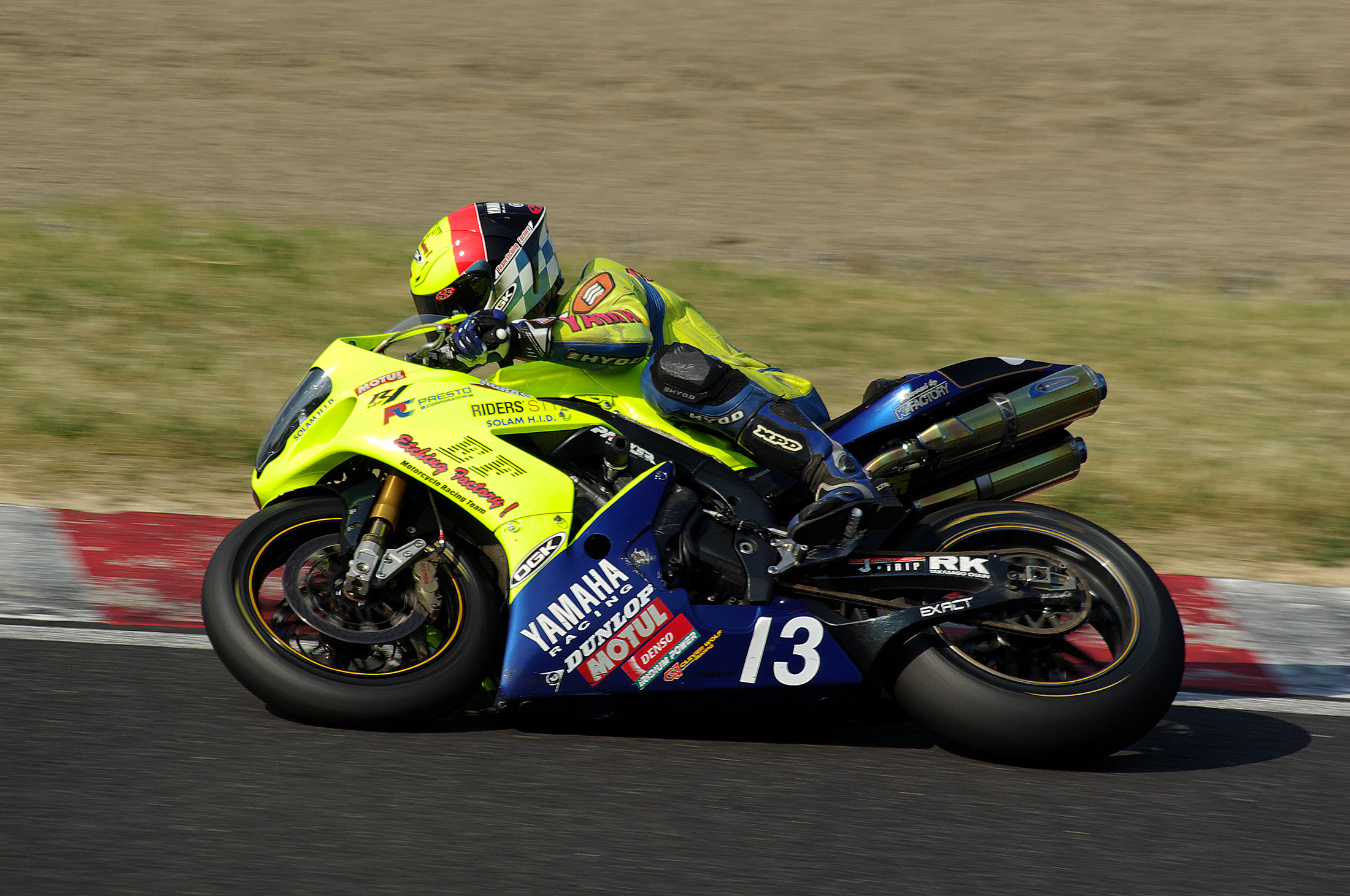
2010年鈴鹿300公里耐力賽的Team Etching Factory 山葉YZF-R1。

- 世界摩托車錦標賽（舊：WGP、現：MotoGP）日本大獎賽：1963 - 1965年、1987 - 1998年、2000 - 2003年。2004年以後改至茂木雙環賽道（日语：ツインリンクもてぎ）舉行。
- 世界跑車錦標賽（英语：World Sportscar Championship）：1989年 - 1992年。前身是富士舉行的WEC-JAPAN（日语：WEC-JAPAN）。
- NASCAR Thunder Special：1996年、1997年。
- 鈴鹿1000公里耐久賽：1966年 - 2017年。※2006年 - 2017年為超級GT的系列賽之一。
  - FIA GT錦標賽：1997年 - 1998年（鈴鹿1000km）。
- 世界摩托車越野錦標賽日本大獎賽：1991年 - 1995年。在國際摩托車越野賽道（現在的汽車露營區）。
- CIK-FIA世界卡丁車錦標賽
- 世界房車錦標賽（WTCC）日本站：2015年起在茂木雙環賽道舉行。改為房車世界盃（WTCR）的2018年起與超級方程式決賽同日舉行[31]，2020年取消日本站[32]。
- D1大獎賽（日语：全日本プロドリフト選手権）：2016年起停辦。
- 法拉利挑戰賽（英语：Ferrari Challenge）

相對於富士國際賽車場專攻日本GP（1960年代）與富士超級冠軍系列賽（富士GC）跑車競賽路線，鈴鹿則主打長距離耐久賽與方程式賽車。日本國內的F2錦標賽也針對鈴鹿制定「鈴鹿F2錦標賽」。

## 国际赛道

### 賽道布局
賽道東西狹長，中間部分的立體交會將右彎路線轉為左彎路線，形成世界少見的8字形布局。賽道長度方面，四輪全長5.807公里、二輪全長5.821公里，是日本最長的賽道。路寬10 - 16公尺。彎道18處（二輪20處）。最大高低差52公尺。與世界其他賽道相比，鈴鹿使用了摩擦係数較高的瀝青路面。
主直道
全長800公尺。往第一彎道方向是斜率2.8%的下坡，看台與維修區之間有段差。由於是下坡，起跑時未踩煞車的車輛容易滑動造成搶跑犯規。
第一彎道、第二彎道
起跑後的兩個連續右彎。先維持速度通過100R的第一彎道，接著在中段區間減速通過60R的第二彎道。
S型彎道、反斜坡彎道
左、右、左、右的連續彎道區間。如果不按節奏和準確地操作車輛，將會大幅影響圈速，因而有「掌握S型彎道就能掌握鈴鹿」的說法。雨天時路面容易聚集水流，可能造成車輛打滑。
最後的右彎路面沒有超高，會讓車手有往外側傾斜的錯覺，因此稱作「反斜坡彎道」。
登祿普彎道
會產生巨大橫向重力加速度的高速上坡左長彎，斜率達7.8%。因過去賽道上方有登祿普的輪胎形看板（登祿普橋）而得名。
德格納彎道
中間夾著短直道的兩連續大角度右彎。以1962年11月4日開幕賽「全日本道路錦標賽」在此處摔車的車手恩斯特·德格納命名。德格納2出口就是立體交會處。立體交會後賽道變成左向。
110R、髮夾彎道
從上坡的右110R大幅減速，再以賽道最低速通過左彎的髮夾彎道。髮夾彎道是左向區間第一個左彎。2020年4月1日日信工業取得命名權，命名為『NISSIN剎車髮夾彎道』。
200R、250R（通稱：マッチャン）
和緩的右彎下坡區間。是前本田社員松永喬（暱稱:マッチャン）於1969年8月10日12小時耐久賽的死亡車禍所在地。事故發生處是出口側的250R，不過該通稱大多泛指200R、250R。
200R減速彎道（二輪專用）
二輪賽事使用200R內側的「200R減速彎道」。2018年4月12日由武藏精密工業取得命名權，命名為『MuSASHi減速彎道』。
勺子彎道
賽道西端折返的複合左彎道。因形狀近似勺子而得名。包含了60R至200R的五個轉彎處，走線自由度高。出口是下坡，緊接著的是爬升的西直道。
西直道
賽道最長的1公里直道，僅前半部稍微左彎。賽道最高速記錄出現在此處的立體交會前。接著需稍微減速通過130R。
130R
接在西直道後，需稍微減速的超高速左彎。試膽的知名彎道。原先是曲率半徑130R的彎道，2003年改成85R與340R複合彎道，難度略為下降 。
減速彎道
通過130R後須大幅減速的減速彎道。以前此處設有卡西歐廣告看板，加上其形狀而稱作「卡西歐三角」。2014年3月1日日立汽車系統取得命名權，命名為「日立汽車系統減速彎道」。2021年3月30日起，配合公司名稱變更為「日立Astemo減速彎道」。
須以煞車決勝負的要地。1989年日本大獎賽，冼拿與保魯斯在此撞車。二輪用減速彎道比四輪用更為靠近最終彎道。
最終彎道
連結主直道的加速下坡右緩彎。由於發生過重大事故，自行車比賽會以反方向進行。
配合不同賽事，會改用較短的東西賽道。
東賽道
從登祿普彎道接東捷徑到最終彎道的賽道，全長2.243公里。也是體驗活動「賽道挑戰者」採用的路線。
過去日本方程式曾使用從登祿普彎道前方右轉切入130R與減速彎道中間的「東特別賽道」（全長2.746公里）。
西賽道
減速彎道前接西捷徑切到登祿普彎道的賽道，全長3.475公里（2輪3.483公里）。維修區設於西直道。
南賽道
西直道南側的獨立賽道，主要以金卡納與卡丁車賽事為主。全長1.26公里。

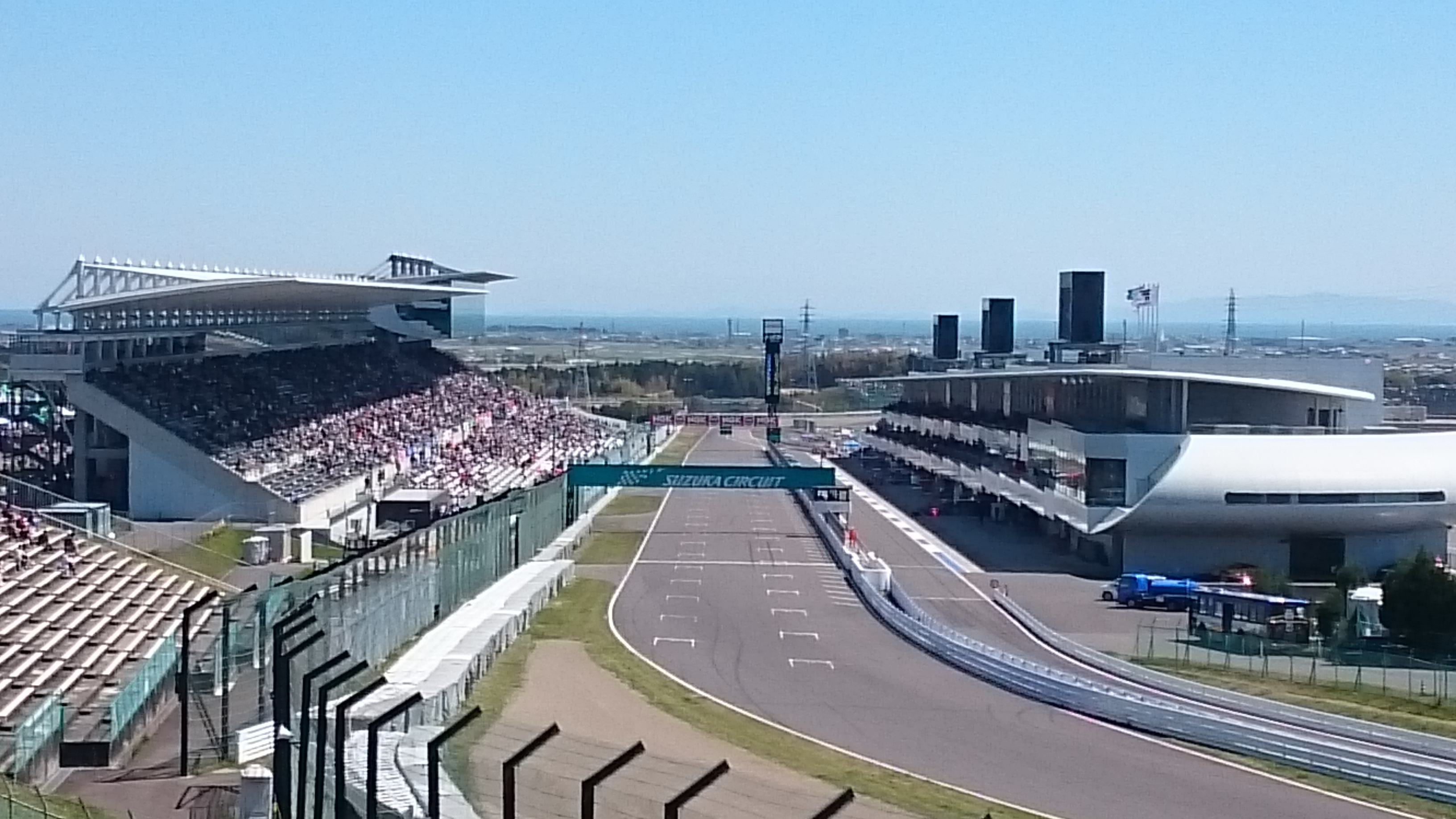
主直道
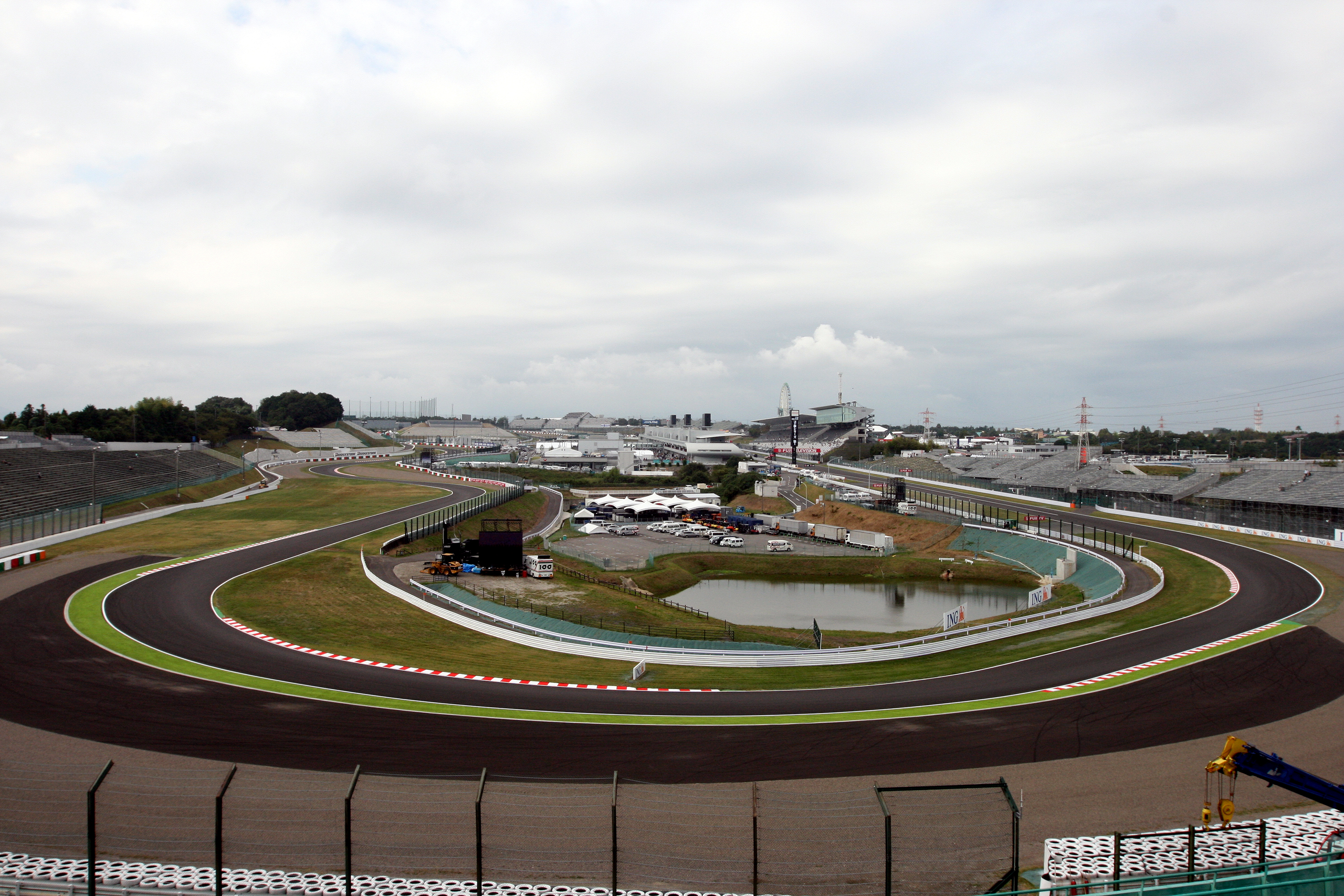
第二彎道
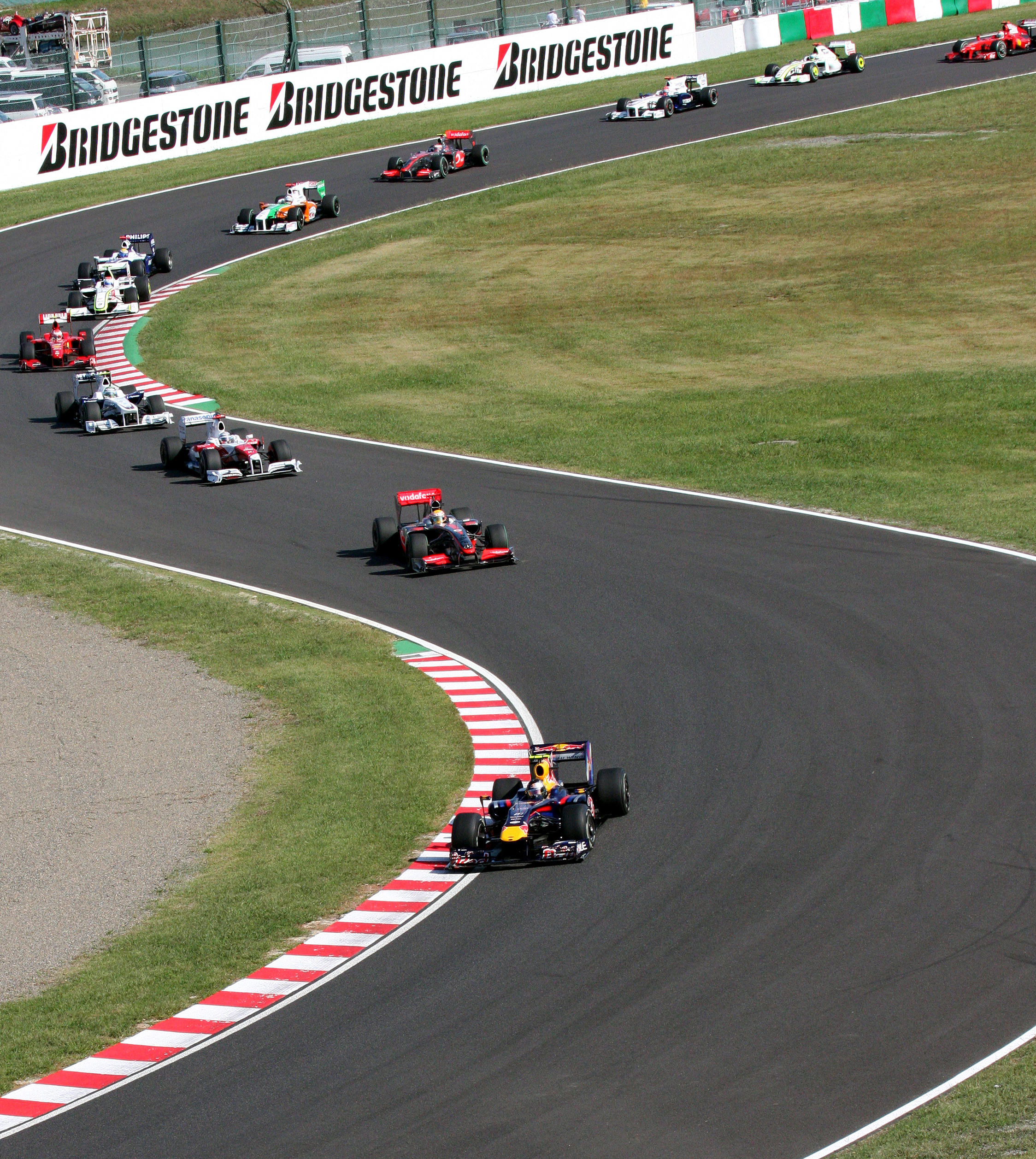
S型彎道
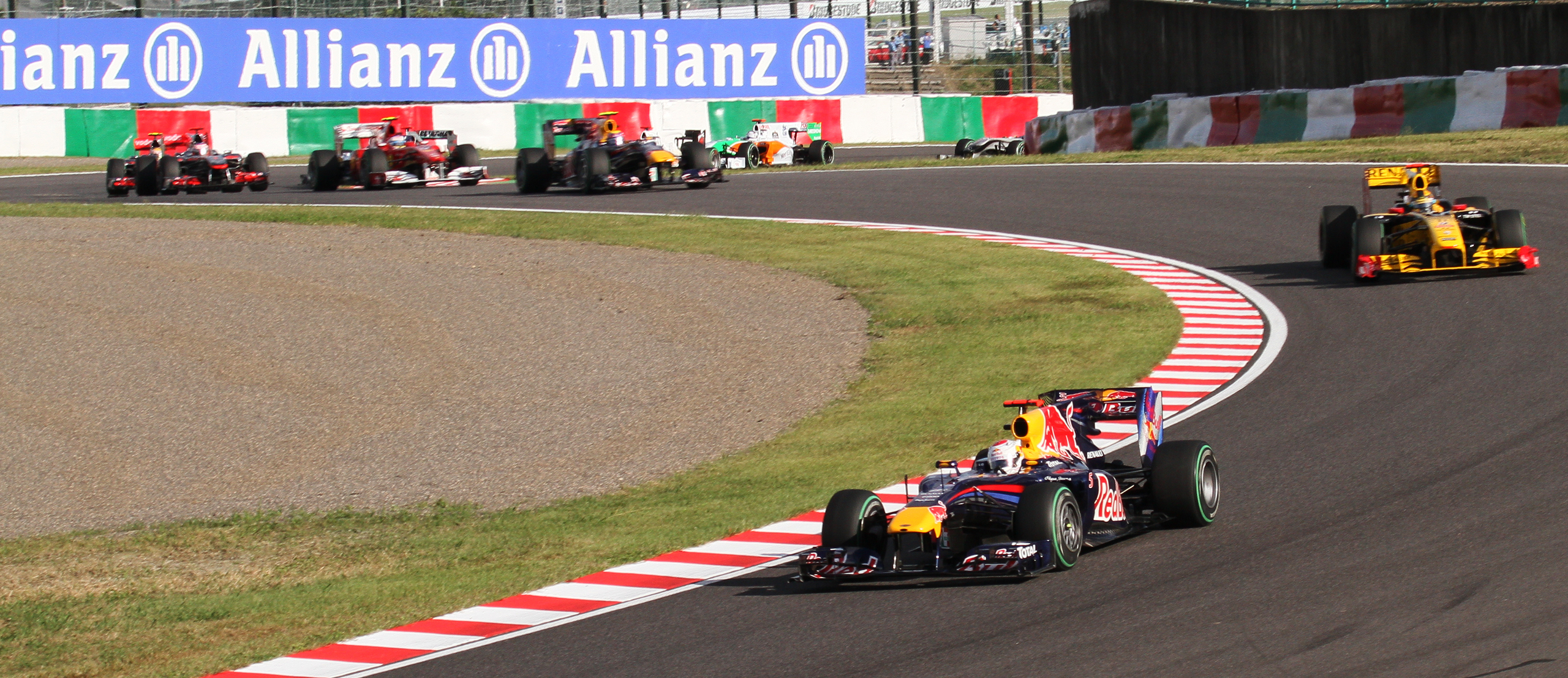
反斜坡彎道
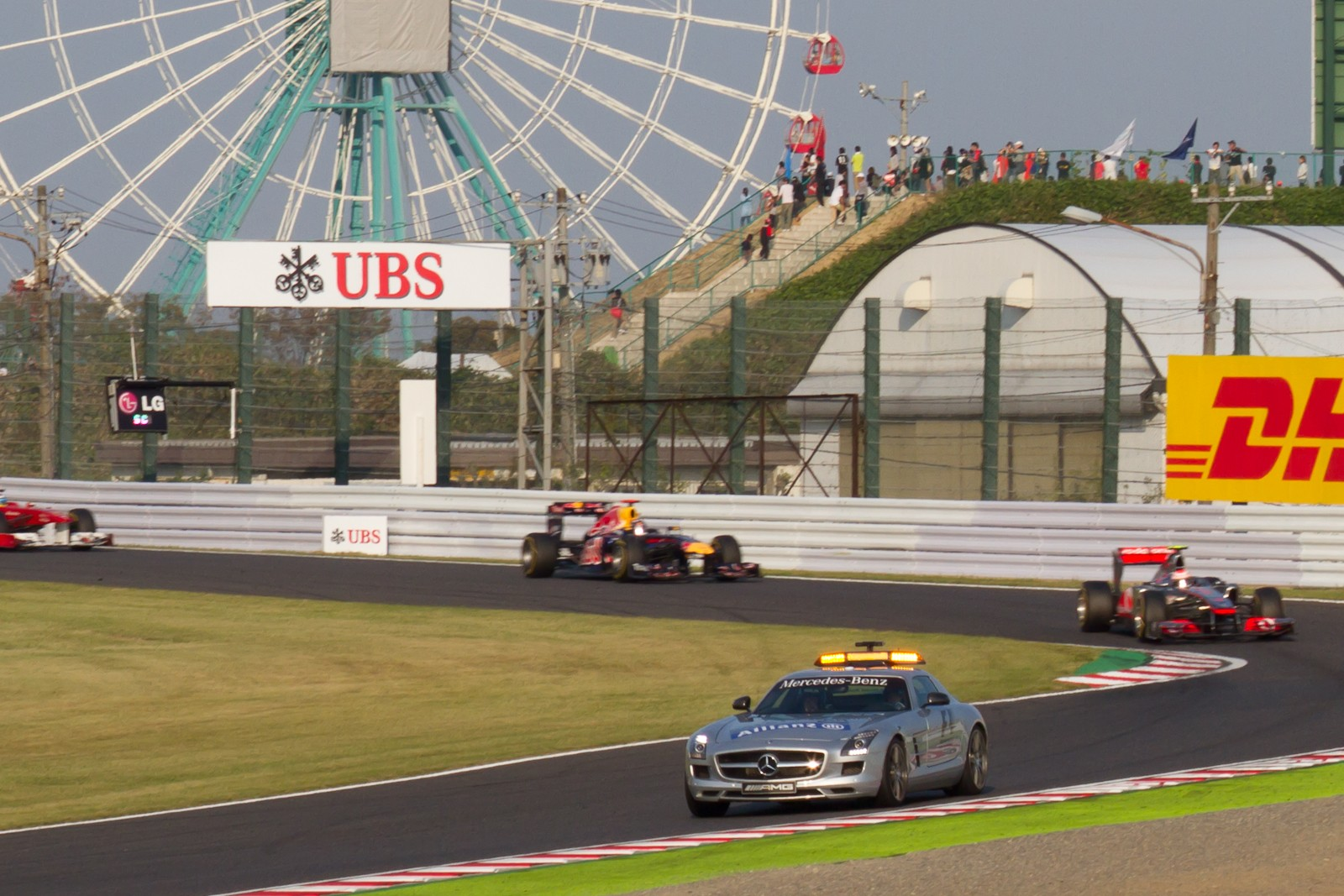
德格納彎道入口（德格納1）
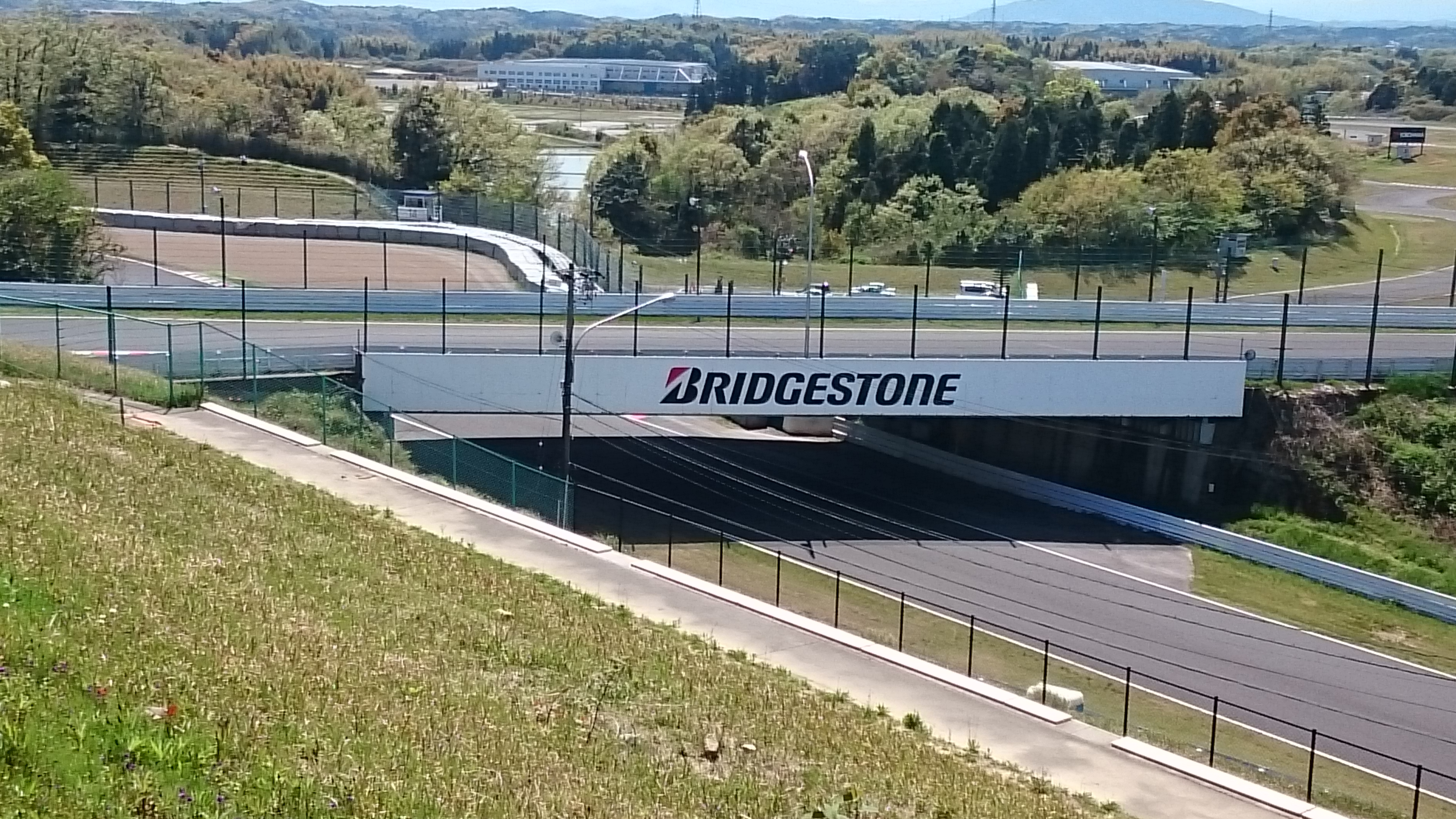
立體交會
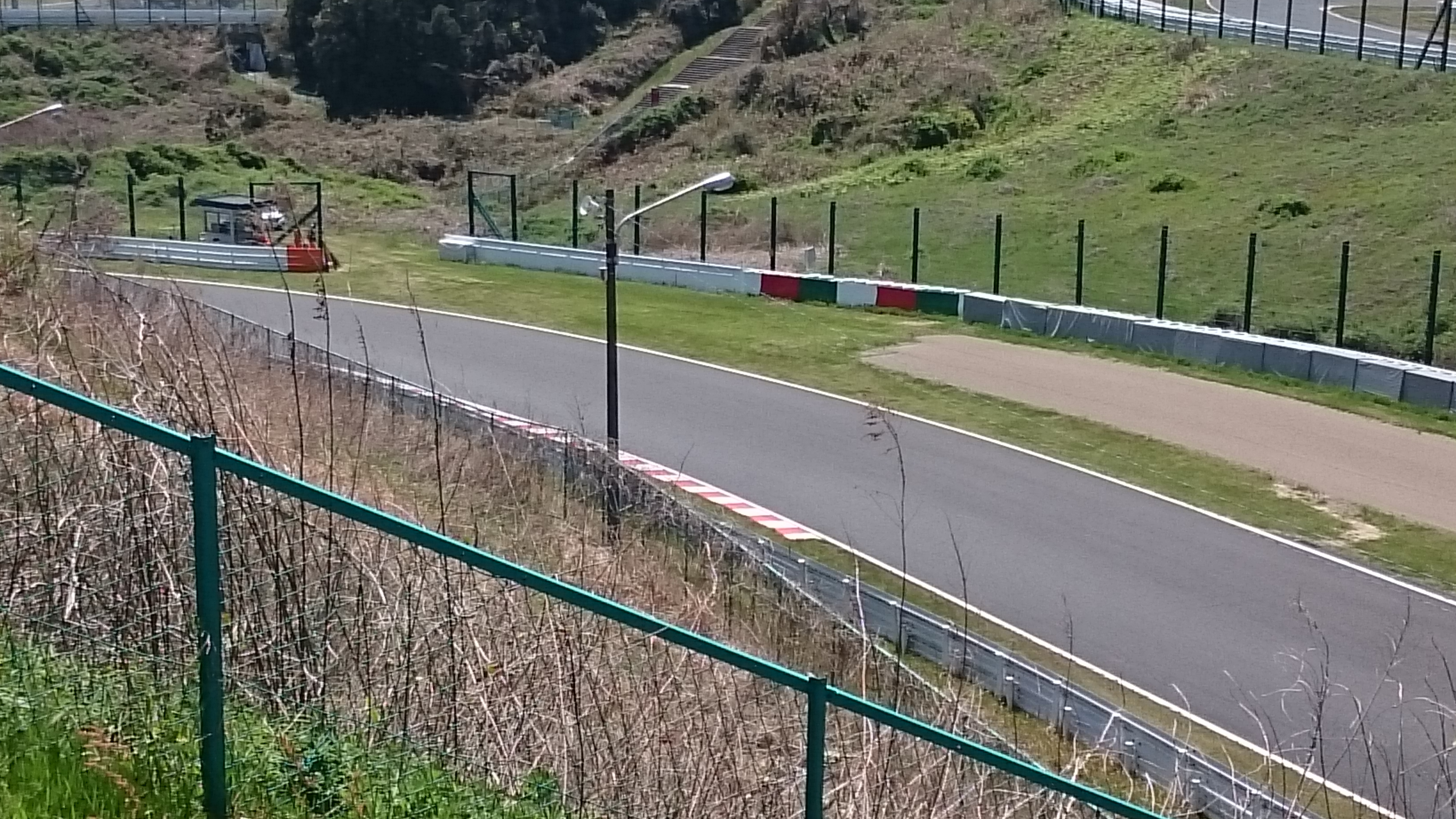
110R
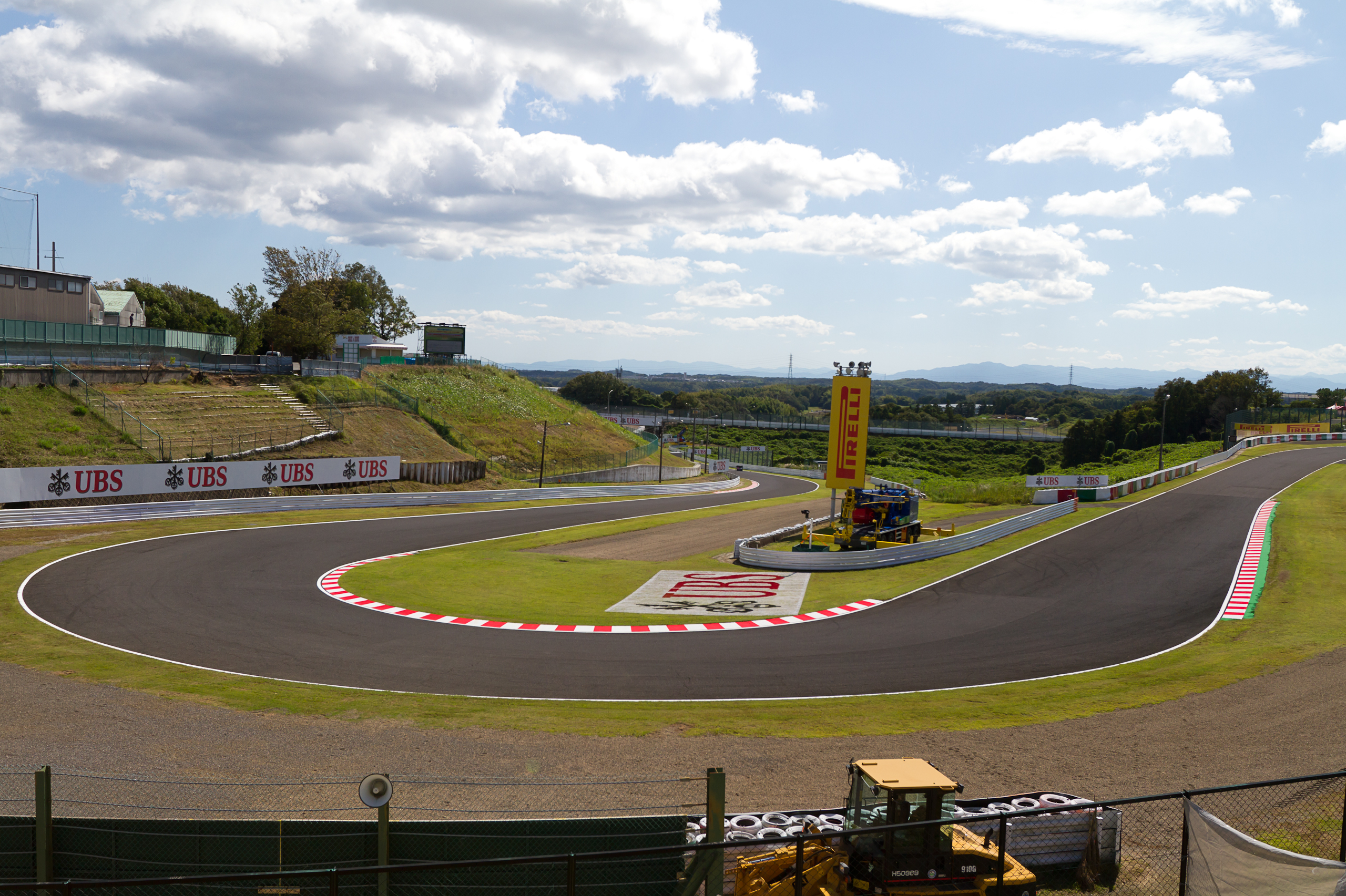
NISSIN剎車髮夾彎道
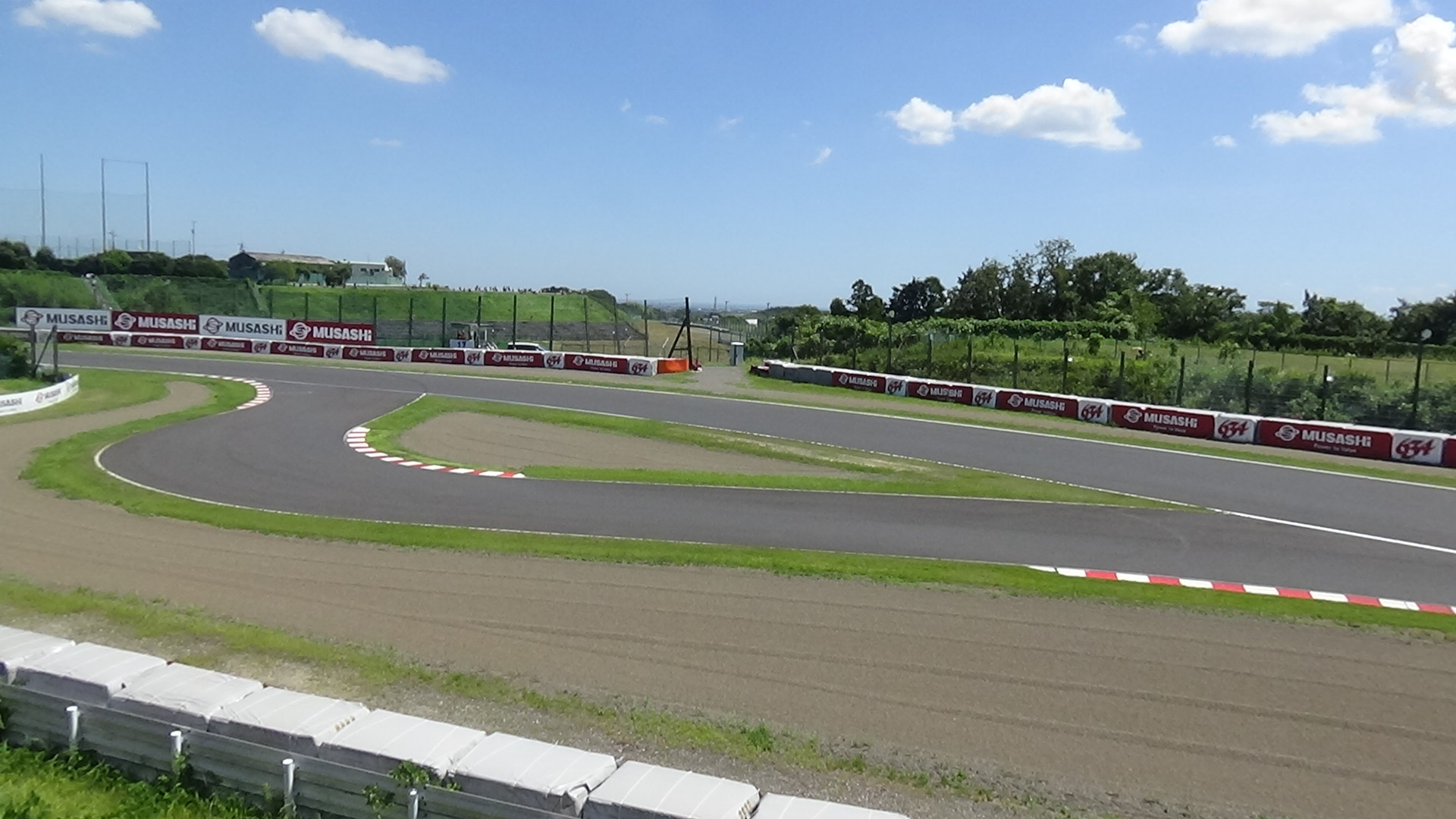
MuSASHi減速彎道
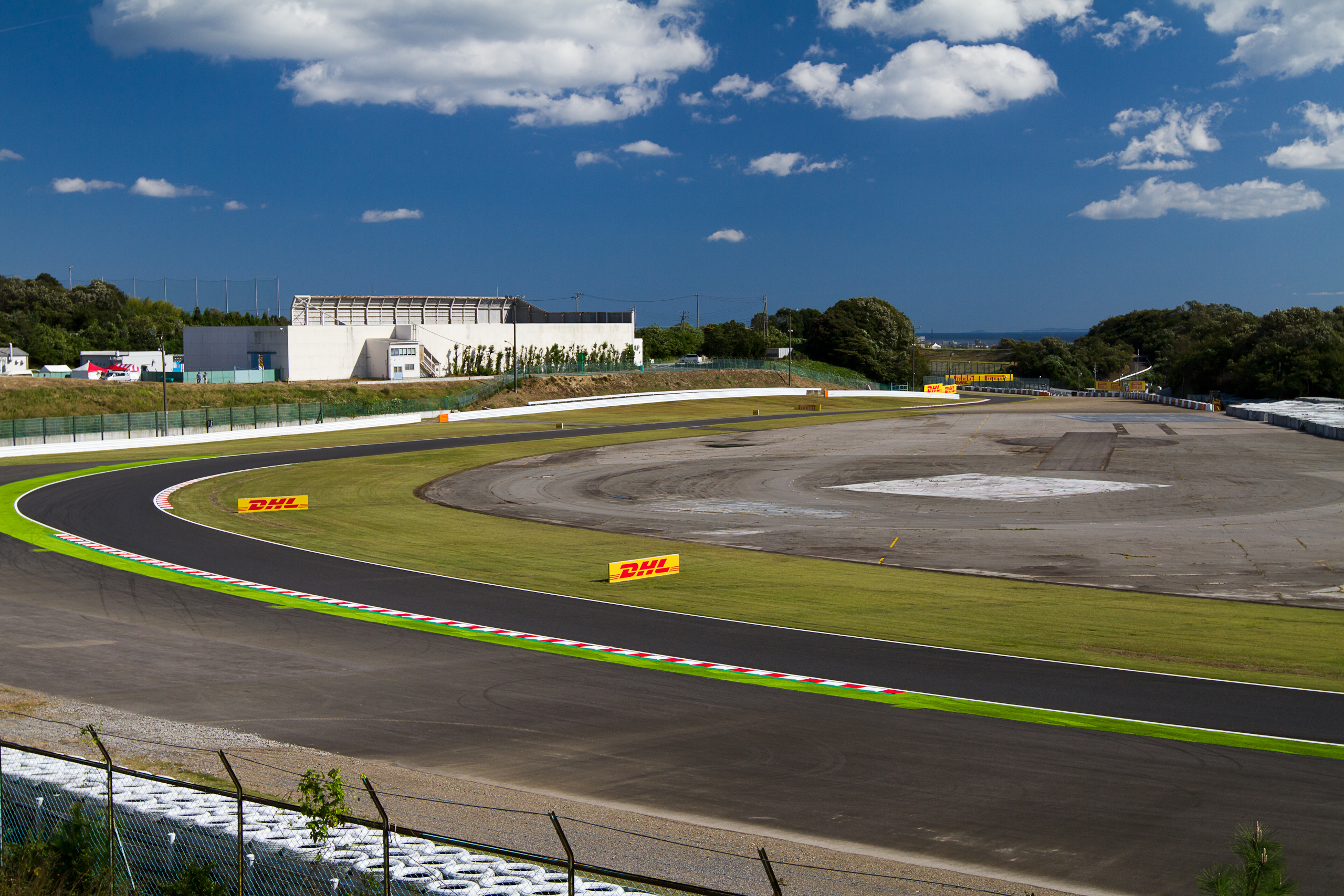
勺子彎道
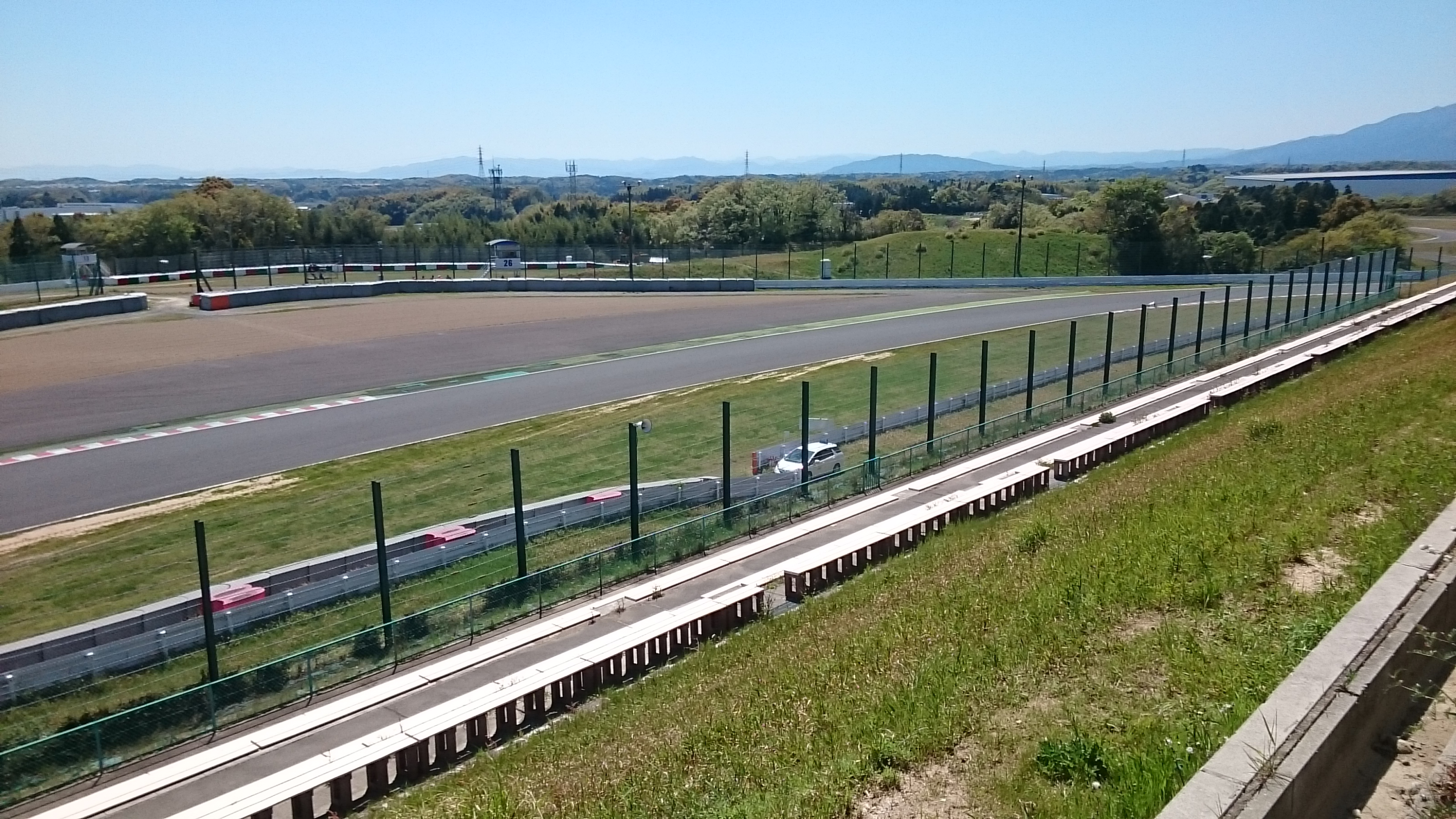
130R
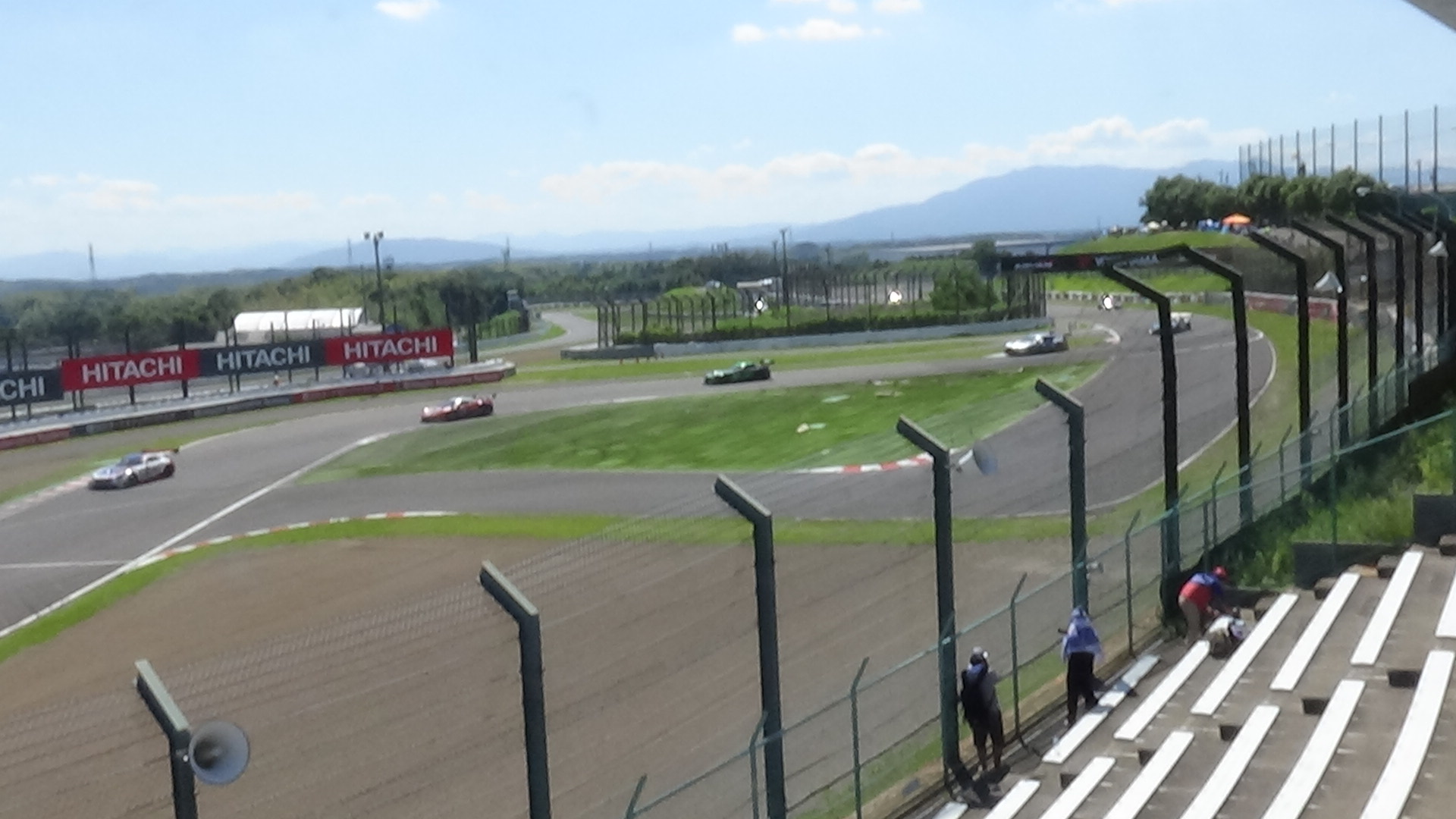
日立Astemo減速彎道（前方是二輪用，後方是四輪用）
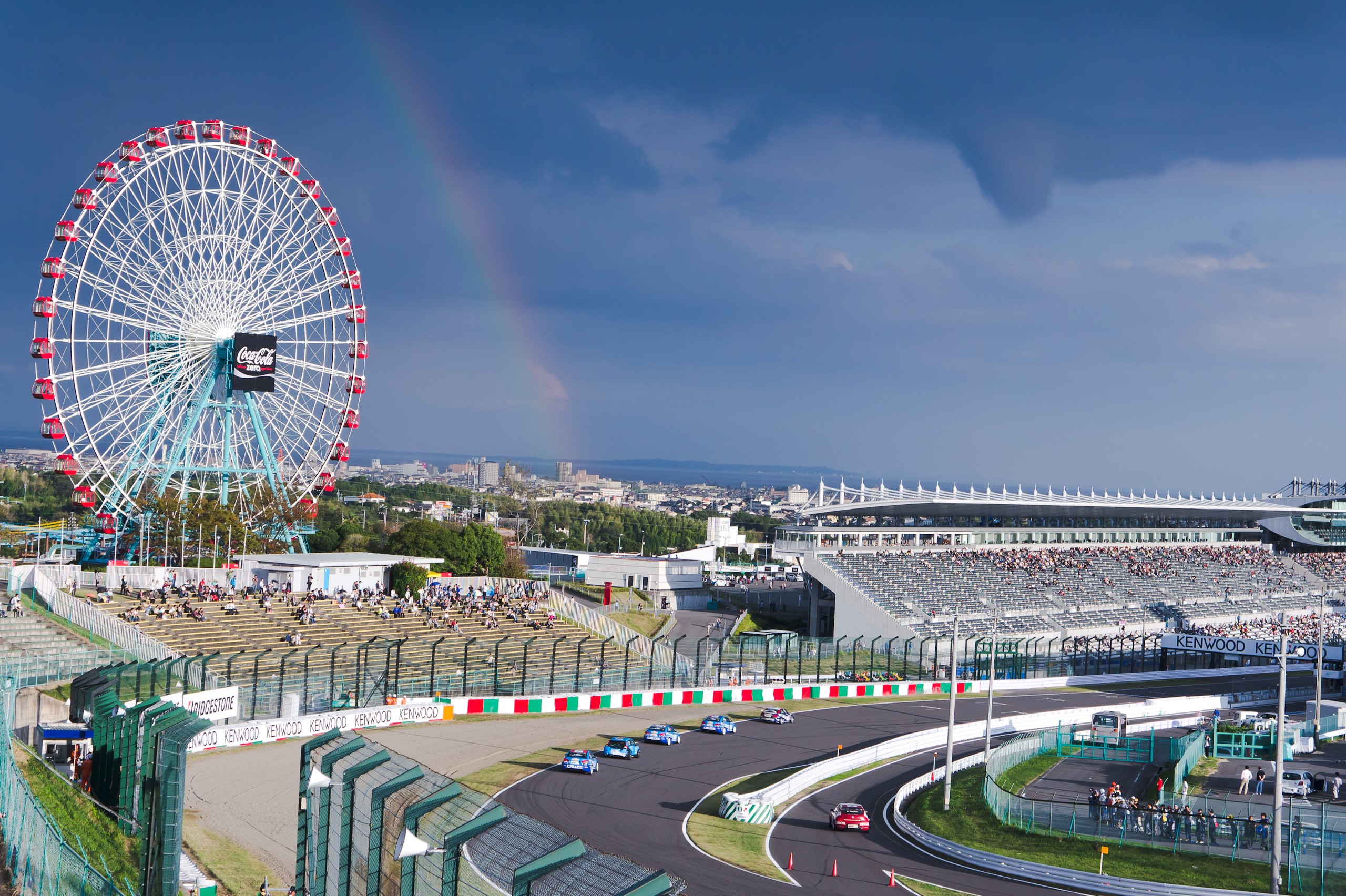
最終彎道
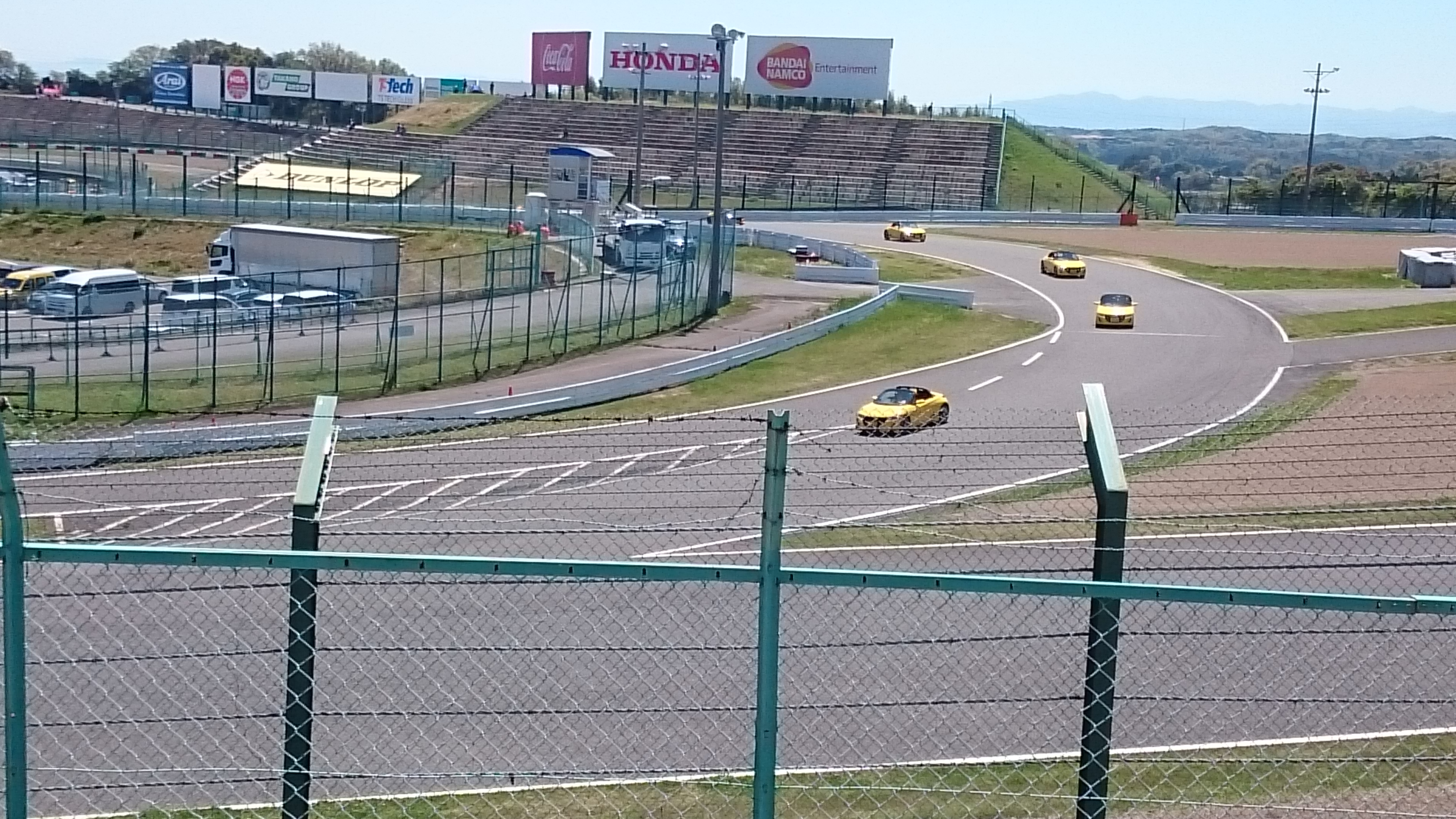
東捷徑
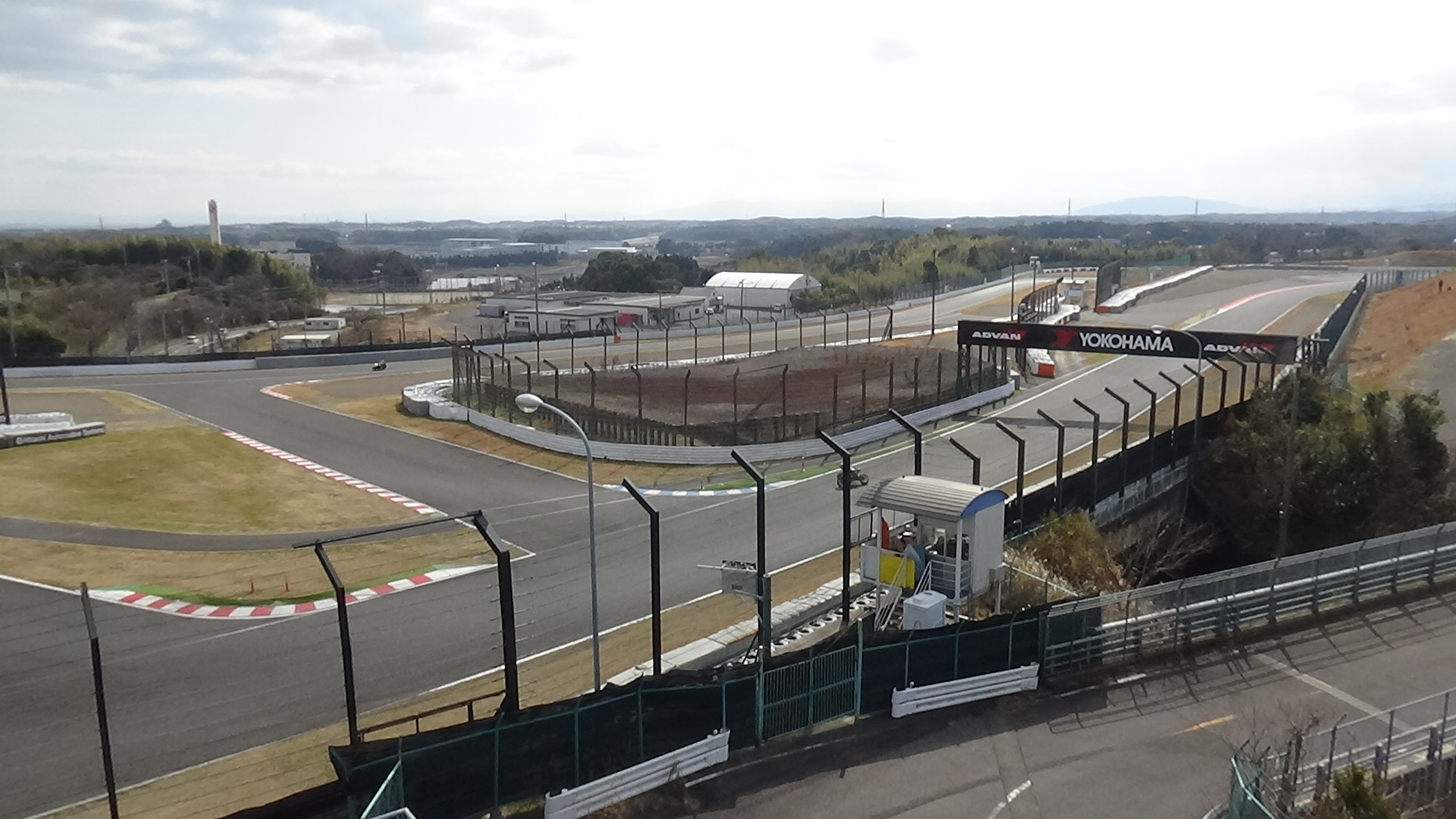
西捷徑
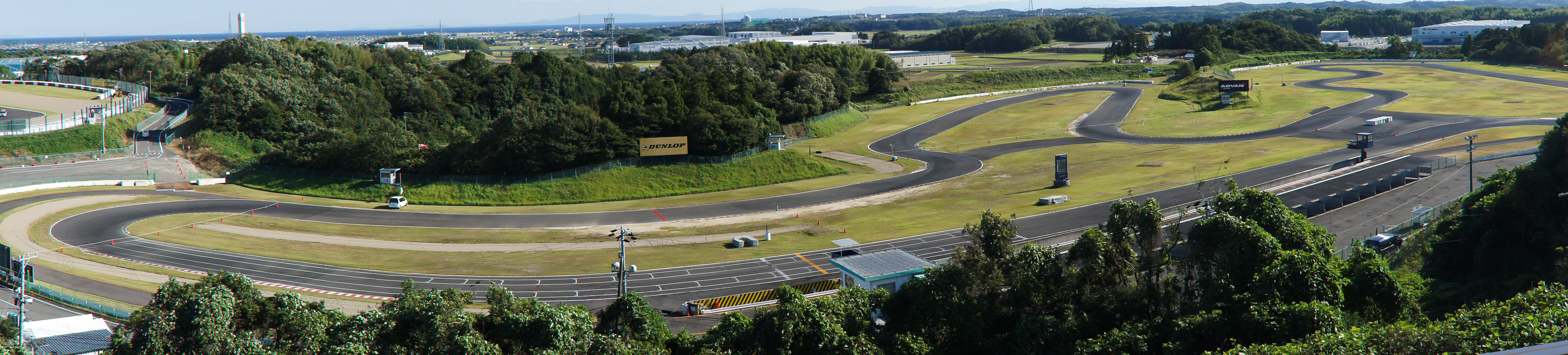
南賽道

### 特色

#### 技術賽道
地形高低差加上高、低速彎道的平衡配置，讓鈴鹿賽車場被評為高難度的賽道。大衛·庫塔曾表示這是「能讓自己感受到身為大獎賽車手的優秀賽道」，2009年日本大獎賽優勝者塞巴斯蒂安·維泰爾更稱讚為「神所創造的賽道」。詹森·巴頓、路易斯·漢米爾頓等車手也都曾公開讚賞鈴鹿的賽道設計。
2005年國際汽車聯盟（FIA）針對F1車迷進行問卷調查，鈴鹿在「最喜愛的賽道」中次於蒙地卡羅（摩納哥）、斯帕（比利時）、銀石（英國）、蒙札（義大利）位居第五，是歐洲以外的最高票。
鈴鹿賽車場在2017年10月與斯帕、2019年2月與利曼24小時耐力賽主辦者西部汽車俱樂部締結友好契約。

#### 安全性
鈴鹿賽車場與富士國際賽車場是日本國內取得國際汽車聯盟最高安全等級「G1」的賽車場。無論是工作人員在意外發生時的應對，或是醫療救護體制的整備皆獲得高度評價，更與同樣舉辦F1賽事的摩納哥並列為世界最佳。
然而，隨著車速不斷提升，狹窄的路幅與安全區成為本賽道亟需改善的課題。過去透過賽道改建將車道往內側移動以加大緩衝區，並增設二輪用減速彎道。另外，考慮到二輪、四輪雙方的安全性，在完成路面鋪裝的逃生區外圍加鋪礫石。即便如此，受限於賽道布局與位置條件，安全面的提升有限。
2003年MotoGP日本大獎賽的加藤大治郎死亡事故讓國際摩托車賽車協會（FIM）取消鈴鹿的A級認定。

#### 天候影響

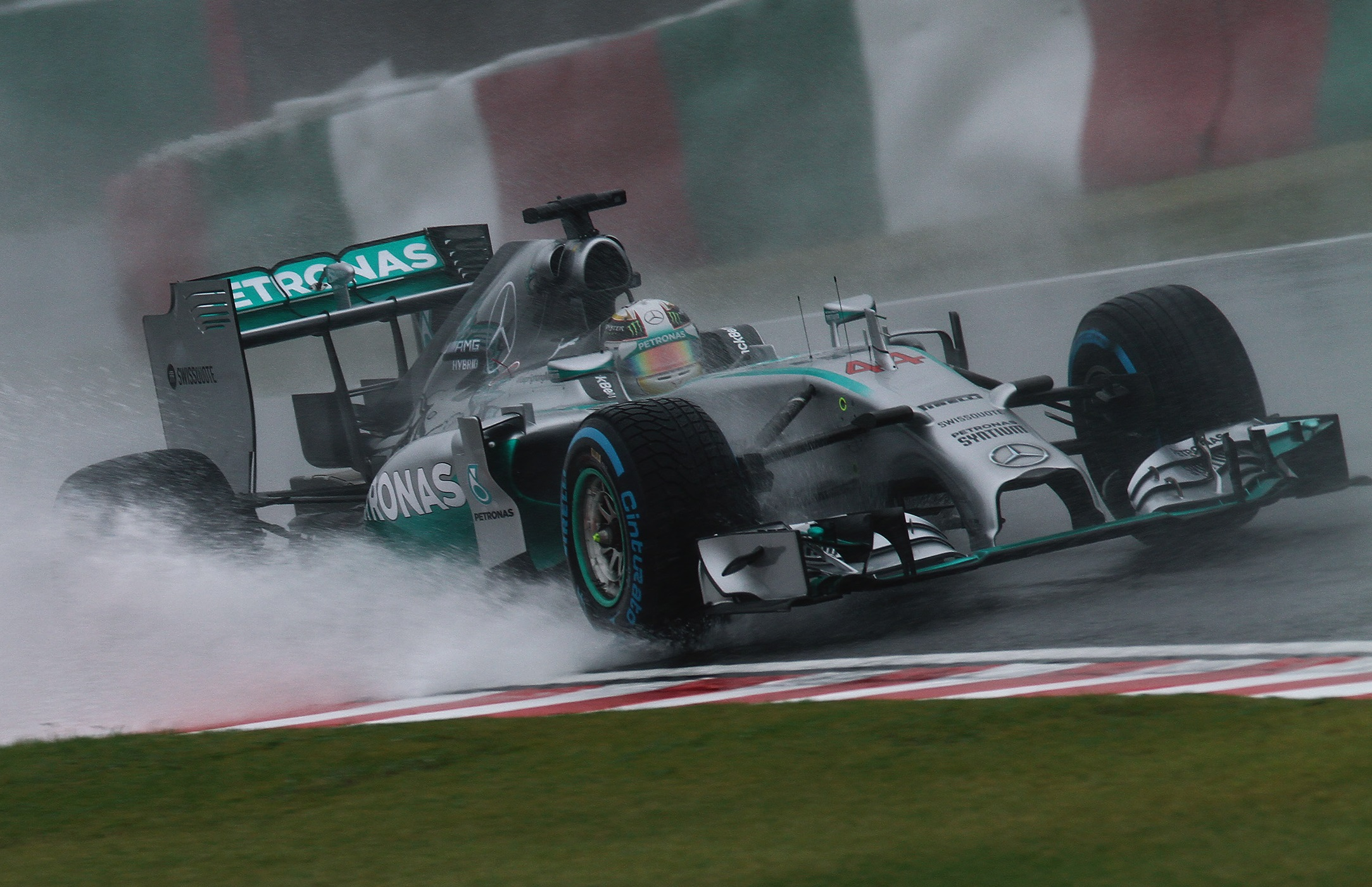
在大雨中舉行的2014年F1日本大獎賽

賽車場西方鈴鹿山脈過來的雲層時常帶來陣雨。由於賽道東西狹長，有時會出現東西兩側天氣不同的現象。此外，賽車場所在的紀伊半島常位於颱風路徑上，過去有多次賽事因此受到影響。
- 1972年9月，原先預定使用全賽道的全日本鈴鹿汽車賽因颱風影響改用東賽道。
- 1982年8月，鈴鹿8小時耐久賽因颱風影響縮短為6小時。
- 1989年8月的鈴鹿1,000公里耐久賽因天氣不佳順延至12月。
- 2004年F1日本大獎賽因台風22號影響，排位賽與正賽安排在同日舉行。
- 2010年F1日本大獎賽因豪雨變更賽程。
- 2011年9月預定舉行的日本方程式第5戰，因台風12號豪雨影響宣布比賽中止。
- 2014年7月，鈴鹿8小時耐久賽因開賽前的大雨影響，大會首次延後開賽，賽程縮短約1小時。
- 2014年F1日本大獎賽正賽受到台風18號接近的大雨影響，在安全車先導開賽後，由於雨勢過大，大會在第二圈出示第一次紅旗暫停比賽。第40圈開始，雨勢再次加大，儒勒·比安奇失控打滑撞上處理退賽車輛的吊車，比賽提前中止。儒勒·比安奇傷勢嚴重，之後不幸死亡。
- 2017年10月，全日本超級方程式第16回JAF鈴鹿大獎賽正賽因台風21號接近帶來的大雨影響宣告比賽中止。
- 2018年7月，鈴鹿8小時耐久賽因台風12號接近，部分場內活動中止並更改周六賽事。
- 2019年的8耐受到台風6號影響，會前賽4小間耐久賽在2小時40分出示紅旗中止，前十排位賽也隨之中止。
- 2019年10月的F1日本大獎賽，因令和元年東日本台風（台風19號）接近的影響，週六僅部分開放，排位賽與正賽於周日同日舉行[48]。

### 賽道改建

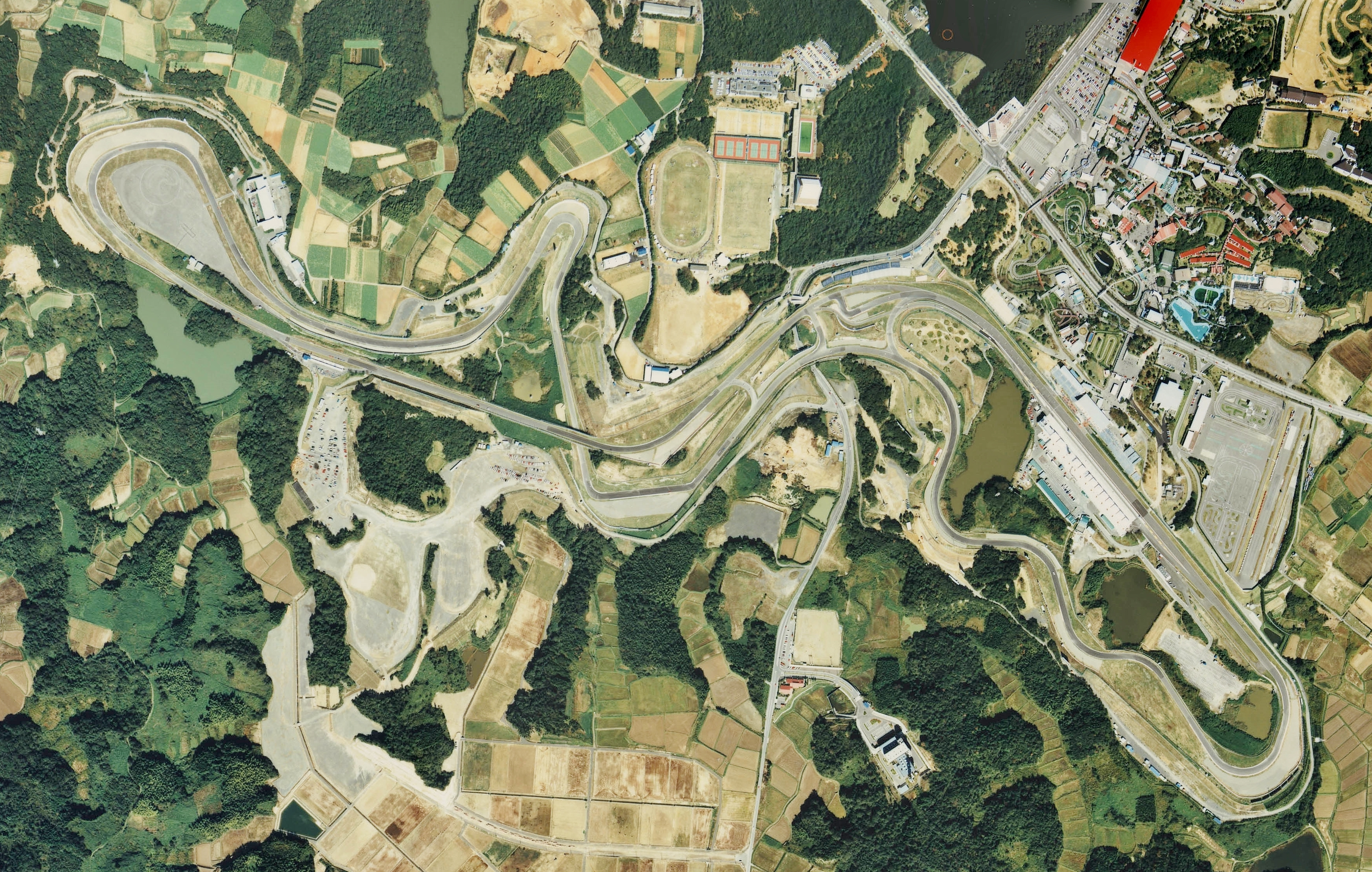
鈴鹿賽車場空拍照（1987年）。
。

初期賽道全長6.00415公里，1966年取得FIA國際賽道認證。1983年 - 1987年進行布局修正與緩衝區改建以符合F1安全標準。之後持續進行改建。

#### 開業至1990年代
- 1976年 - 主直道與維修區車道之間增設維修區指揮台。
- 1983年 - 賽道全長：6.03335公里
  - 最終彎道設置減速彎，降低最終彎道與主直道車速。
- 1984年 - 賽道全長：5.94315公里
  - 勺子彎道稍微往內側移動，擴大外側緩衝區。
- 1985年 - 賽道全長：5.91198公里
  - 第一彎道稍微往前方移動，擴大外側緩衝區。第一彎道至第三彎道之間的100R、70R、60R三個複合轉彎區改成由短直線連結100R與60R的雙轉彎區構造。
- 1987年 - 賽道全長：5.85943公里
  - 1月 - 為舉辦F1賽事大幅改建維修區及控制塔。控制塔進行重建，並擴大行車道和工作區域。新設醫務室與直升機停機坪，髮夾彎道起點處的西賽道控制塔移至現址。
  - 7月 - 德格納彎道改建，從80R單一深彎道改為由137公尺直道連結15R與25R的雙彎構造。另外，為確保視野，削平德格納彎道的內側山丘。
- 1991年 - 賽道全長：5.86403公里
  - 減速彎道往最終彎道側移動30公尺，維修區道路入口往130R側移動70公尺。此布局使用至2000年為止，但在該十年無人打破首年1991年傑哈德·伯格的桿位圈速。

#### 2000年代
- 2001年 - 賽道全長：5.85913公里
  - S型彎道部分稍微往內側移動，擴大外側緩衝區。
- 2002年 - 賽道全長：5.821公里
  - 反斜坡彎道到登祿普彎道的區間往內側移動，擴大緩衝區。
- 2003年 - 賽道全長：5.807公里（四輪）、5.824公里→5.813公里（二輪）
  - 3月 - 130R變更為85R與340R複合彎。擴大外側緩衝區並在部分區域鋪設礫石。減速彎道入口往前方移動約60公尺稍微減緩曲率，最終彎道增設二輪專用雙重減速彎道。
  - 6月 - 二輪賽事在減速彎道發生加藤大治郎（日语：加藤大治郎）死亡事故等多次意外，因此取消雙重減速彎道並分離四輪與二輪。二輪用減速彎道位於四輪用減速彎道後方約65公尺，曲率較大。
- 2004年 - 賽道全長：5.821公里（2輪）
  - 為了降低緩衝區狹小的200R車速，設置二輪專用減速彎道。從此之後賽道布局未再變更。

#### 2007年 - 2009年大改建

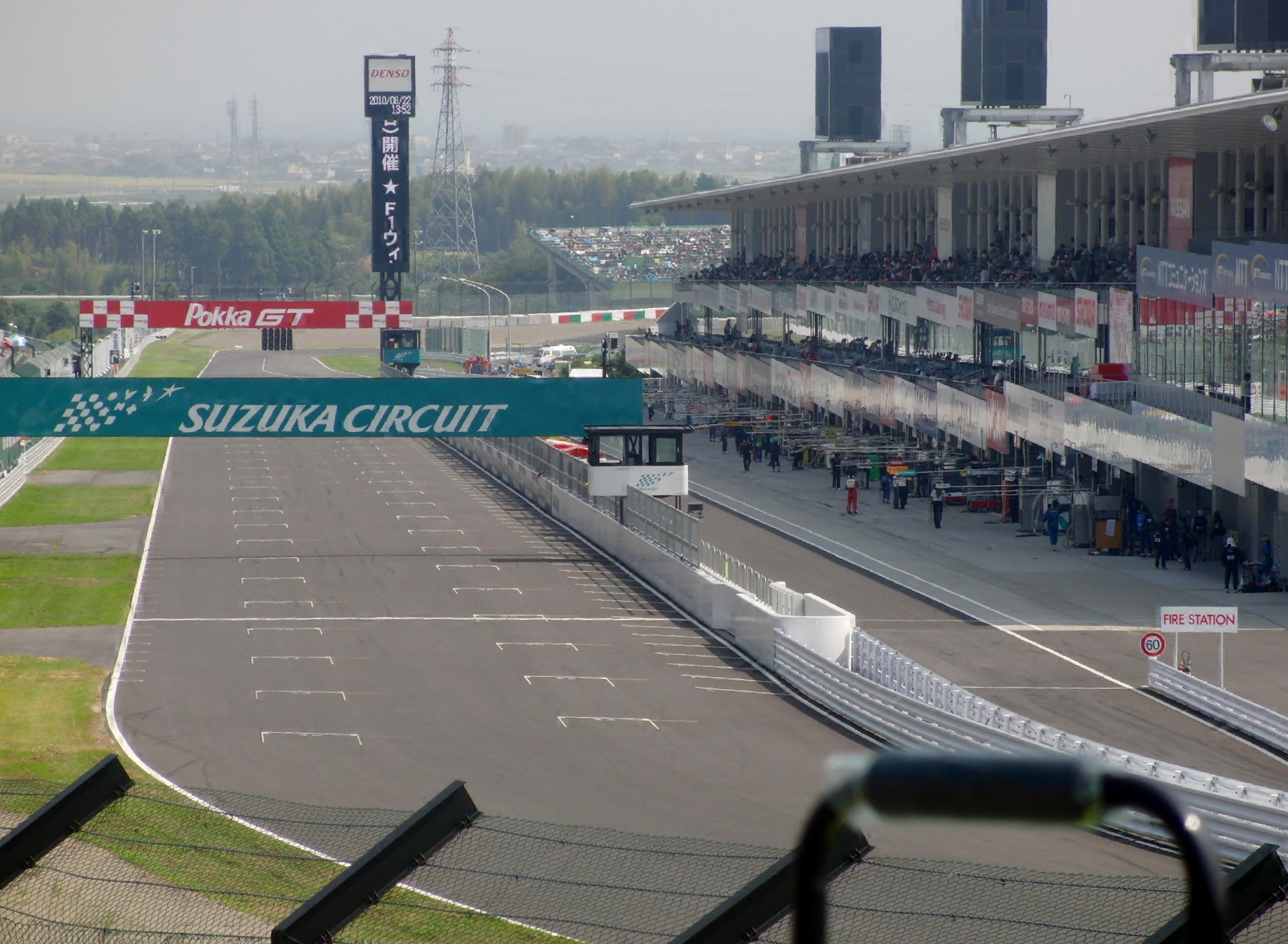
新後勤維修大樓（右側）

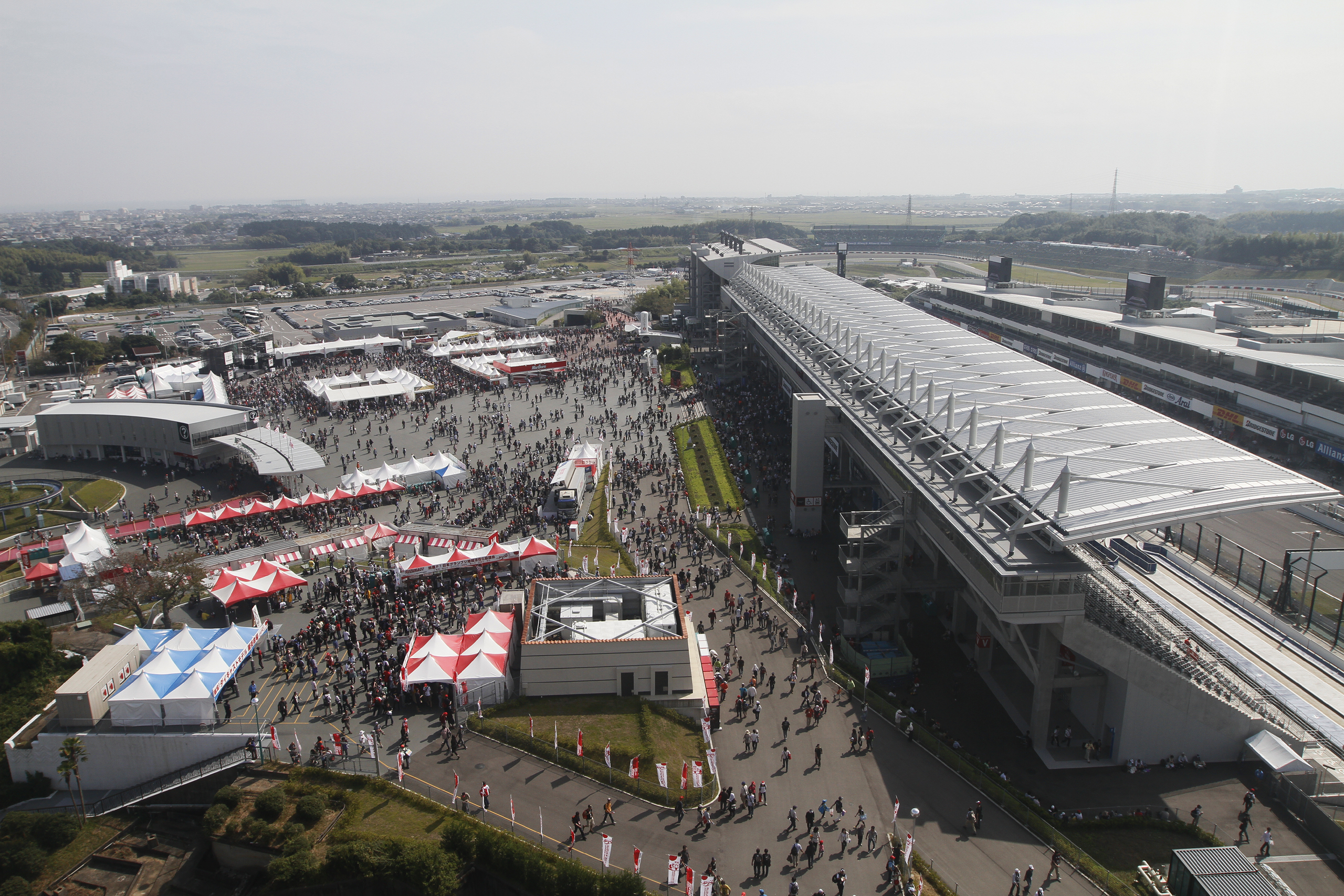
大看台與觀眾區

在啟用40年後，無論是路寬或是緩衝區，鈴鹿與新賽車場相比都過於狹小。20年未改建的老舊維修區與媒體中心也遭到FIA批評，要求擴增維修區與車輛設備區、強化車隊活動總部設施、電腦更新等。賽道的安全性更是急需解決的問題。
- 工程期間
  - 2007年11月 - 2008年5月：車輛設備區增建準備工程
    - 填埋場內的山田池

  - 2008年9月 - 2009年3月：東賽道區域進行大規模改建
    - 舊後勤維修大樓拆除，建設新後勤維修大樓，整備觀戰區，輔助道路的整備等

  - 2009年10月 - 2010年3月：西賽道觀戰區域整備
    - 雖然施工計劃取消，但部分工程內容併入2008年 - 2009年工程
- 主要改建計畫
  - 看台改建、增設
  - 各觀戰區的環境改善、提升舒適度
  - 新建後勤維修大樓
  - 新設車隊辦公室
  - 擴張車輛設備區
  - 拓寬緩衝區
  - 設置輔助道路

#### 2009年大改建以後
- 2012年 - 西賽道（登祿普彎道〜減速彎道）路面重舗[49]。
- 2014年 - 減速彎道入口60公尺路面重舗[50]。
- 2017年 - 第一～第二彎道的路緣石翻新。以瀝青取代人工草皮部分。拓寬路緣石區域。[51]
- 2018年
  - 2月 - 勺子彎道導入第一～第二彎道實施的路緣石翻新。
  - 6月 - 導入F1阿布達比大獎賽與利曼24小時耐力賽採用的LED資訊看板（電子旗號）[52]。
- 2019年 - 130R導入第一～第二彎道實施的路緣石翻新。
- 2020年
  - 1月 - 德格納彎道中間的路緣石實施相同的翻新。第一個轉彎處前100公尺至第二個轉彎處路面重舗。
  - 5月 - 擴大110R左側礫石區。撤除二輪維修區車道入口人工草皮並舖設瀝青。

## 圈速紀錄
目前的正式圈速紀錄是路易斯·漢米爾頓於2019年日本大獎賽的1:30.983。前紀錄是2005年日本大獎賽奇米·雷克南保持的1:31.540。非正式最快圈速則是塞巴斯蒂安·維特爾於2019年排位賽創下的1:27.064。
| 項目                                    | 圈速                              | 車手                              | 車輛                              | 賽事                               |
| 大獎賽布局：5.807公里（2009至今）       | 大獎賽布局：5.807公里（2009至今） | 大獎賽布局：5.807公里（2009至今） | 大獎賽布局：5.807公里（2009至今） | 大獎賽布局：5.807公里（2009至今）  |
| --------------------------------------- | --------------------------------- | --------------------------------- | --------------------------------- | ---------------------------------- |
| 一級方程式賽車                          | 1:30.983                          | 路易斯·漢米爾頓                   | 賓士F1 W10 EQ Power+              | 2019年日本大獎賽                   |
| 超級方程式錦標賽                        | 1:37.850                          | 山本尚貴                          | 達拉拉SF19                        | 2020年超級方程式錦標賽鈴鹿站第一輪 |
| 超級GT-GT500                            | 1:48.055                          | 高星明誠                          | 日产Z GT500                       | 2022年超級GT-GT500鈴鹿站           |
| 超級GT-GT300                            | 1:59.252                          | 新田守男                          | 凌志RC F GT3                      | 2018年超級GT-GT300鈴鹿站           |
| 亞洲三級方程式錦標賽                    | 1:59.591                          | 傑克·杜漢                         | Tatuus F.3 T-318                  | 2019年亞洲三級方程式錦標賽鈴鹿站   |
| 世界房車錦標賽                          | 2:09.063                          | 加布里埃勒·塔奎尼                 | 本田Civic WTCC                    | 2014年FIA世界房車錦標賽日本站      |
| 房車世界盃                              | 2:13.163                          | 佩皮·奧里奧拉                     | CUPRA León TCR                    | 2018年房車世界盃日本站             |
| 摩托車大獎賽布局：5.821公里（2004至今） |                                   |                                   |                                   |                                    |
| 世界耐力錦標賽                          | 2:06.805                          | 喬納森·雷亞                       | 川崎Ninja ZX-10                   | 鈴鹿8小時耐久賽                    |
| 全日本道路錦標賽                        | 2:07.110                          | 秋吉耕佑                          | 本田CBR1000RR                     | 2009年全日本道路錦標賽第二輪       |
| 東賽道：2.243公里                       |                                   |                                   |                                   |                                    |
| 世界房車錦標賽                          | 0:53.885                          | 阿蘭·曼紐                         | 雪佛蘭Cruze 1.6T                  | 2012年世界房車錦標賽日本站         |
| 房車世界盃                              | 0:53.888                          | 諾伯特·米捷利斯                   | 現代i30 N TCR                     | 2019年房車世界盃日本站             |

## 其他設施

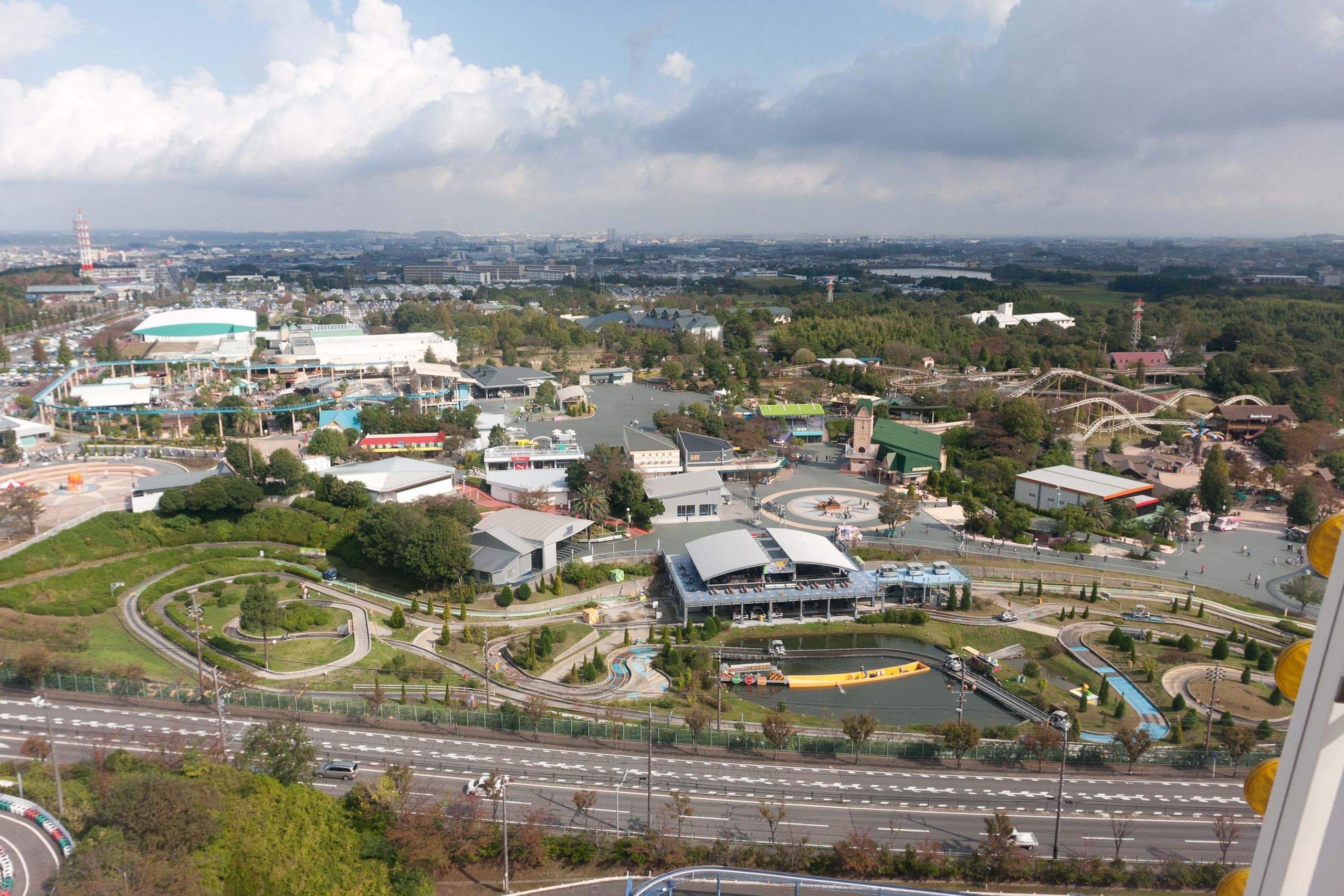
MOTOPIA

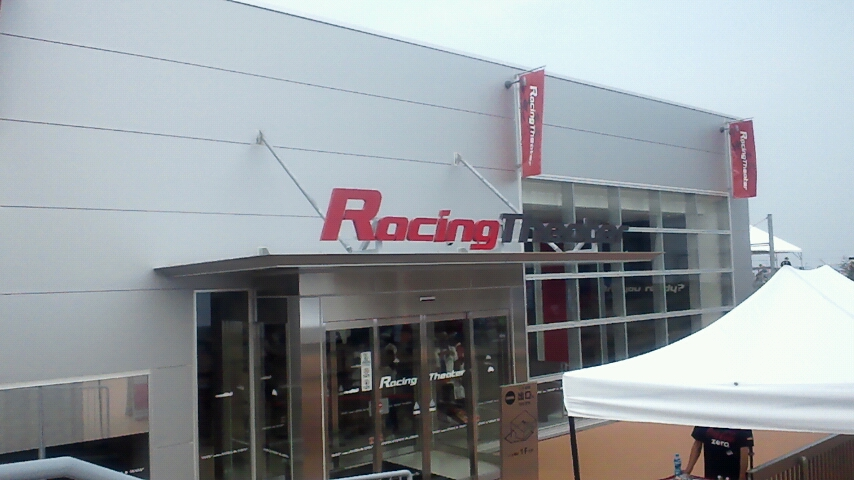
賽車影劇院

鈴鹿賽車廠以國際賽道為中心，加上遊樂園「MOTOPIA」、鈴鹿賽車場酒店、餐廳「S-PLAZA」、家庭露營場等，形成十分大型的休閒度假區。由於飯店鄰接賽道，車手與車隊人員從飯店前往賽道十分便利。
以前還有高爾夫球練習場、單板滑雪練習場、網球場等設施。
為了提升行車禮儀與駕駛技術，此處開設了「交通教育中心」，利用本田車輛進行駕駛技術指導。2009年3月底以前還有摩托車牌照培訓課程。
- 2012年7月7日，為了紀念鈴鹿賽車場開場50周年，在場內的GP賽車地域開設賽車影劇院。民眾可在此模擬體驗真實賽車情況[58]。
- 2015年9月28日，賽道卡丁車於11月15日結束營業。2016年3月19日，由佐藤琢磨擔任顧問的活動「賽道挑戰者」正式開放[59]。
- 2017年5月2日，官方推特[60]公布新設施。6月26日發表賽車型雲霄飛車「DUEL GP」。2018年3月3日正式開放。
- 2019年，以皮皮拉的摩托廣場為中心進行翻新工程。3月21日「職業小摩托」「兒童摩托訓練營」翻新完成，新設「越野摩托」與GP賽車地域的「摩托賽車戰士」[61]。
- 2020年3月1日，GP賽車地域開設日本第一座摩托車型雲霄飛車「GP RACERS」與卡丁車遊樂設施「KART ATTACKER」[62]。
- 2020年11月23日，開放長達35年的「Flying Ship」結束營業[63]。2021年2月28日保齡球場「Circuit Bowl」結束營業[64]。2021年3月1日，暫時關閉進行設備點檢的「 天然溫泉Kur Garden」因設備老化維護困難宣布結束營業[65]。

## 交通
相較於較為偏僻的其他日本賽車場，鈴鹿賽車場的交通方式較為便利，從周邊各鐵路車站步行前往約需20分至1小時左右。
2019年3月，新名神高速道路三重縣內區間開通。鈴鹿停車區設置智慧型交流道，將成為新的交通路線。

### 汽車
- 從名古屋、東京方向出發
  - 東名阪自動車道鈴鹿交流道約20分
  - 伊勢灣岸自動車道三重川越交流道接國道23號（日语：国道23号）約45分
- 從大阪北部、京都方向出發（利用新名神高速道路）
  - 鈴鹿停車區智慧型交流道約30分
  - 龜山系統交流道（日语：亀山ジャンクション）接東名阪道至鈴鹿交流道，或是從龜山交流道或龜山停車區智慧型交流道接國道1號約30分
- 從大阪南部、奈良方向出發（利用名阪國道）
  - 從龜山交流道接國道1號，或從關交流道接三重縣道144號鈴鹿關線（日语：三重県道144号鈴鹿関線）約30分

### 鐵道
周邊有兩公司三路線通過，來往三大都市圈十分便利。大賽期間也有臨時列車、直通接駁巴士運行。
- 近鐵名古屋線白子站下車
  - 三重交通路線巴士約20分
  - 計程車約15分
  - 步行約65分
- 近鐵鈴鹿線平田町站下車
  - 計程車約15分
  - 步行約40分
- 伊勢鐵道伊勢線鈴鹿賽道稻生站下車
  - 步行約30分

### 近距離航班
1980年代後半至1990年代前半的F1大賽期間，為了避開賽車場到白子站的車潮。安全中心有往來白子站的臨時直升機航班。
現在F1大賽期間仍有從賽車場往來名古屋機場與中部國際機場的直升機包機航班。

## 住宿
鈴鹿賽車場酒店鄰接賽道。從車隊裝備區步行到飯店大廳僅須十至十五分鐘左右。
此外，近鐵名古屋線白子站周邊與近鐵鈴鹿線平田町站周邊也有多間商務飯店，近鐵四日市站/JR四日市站及津站周邊也有多間都市型飯店。

## 轉播
F1日本大獎賽由迷你FMPit-FM進行英語實況轉播。
2015年起，部分賽事由社區廣播電台Suzuka Voice FM與YouTube進行實況轉播。2018年起GYAO!開始進行鈴鹿10小時耐力賽全程實況轉播。